# BMW Serie 4
El BMW Serie 4 es un automóvil ejecutivo compacto de gama alta producido por el fabricante alemán BMW desde 2013. Tiene motor delantero longitudinal, tracción trasera o a las cuatro ruedas en carrocerías cupé, descapotable o liftback.
Es el sucesor del BMW E92/E93, que se había vendido con dichas carrocerías desde su lanzamiento en 1975 y que a partir de la sexta generación, se ofrecería únicamente como sedán y familiar. El Serie 4 comparte buena parte de la mecánica e interior con el Serie 3, aunque su diseño exterior es completamente distinto, lo que ya había ocurrido en el Serie 3 de quinta generación.

## Primera generación
La primera generación se presentó al público como prototipo en el Salón del Automóvil Internacional de Norteamérica de 2013 en Detroit. La versión de producción se estrenó en el Salón del Automóvil de Fráncfort de ese año como cupé; meses después en el Salón del Automóvil de Los Ángeles como descapotable y en el Salón del Automóvil de Ginebra de 2014 como liftback.
El Serie 4 reemplazó el cupé y al Cabrio de la Serie 3 y, por lo tanto, es el sucesor del BMW E92/E93. Para el verano de 2014 también estaría previsto el cupé M4 con 431 CV (425 HP; 317 kW), así como la variante de cuatro puertas llamada Serie 4 "Gran Coupé" (F36).

### Cupé (F32)

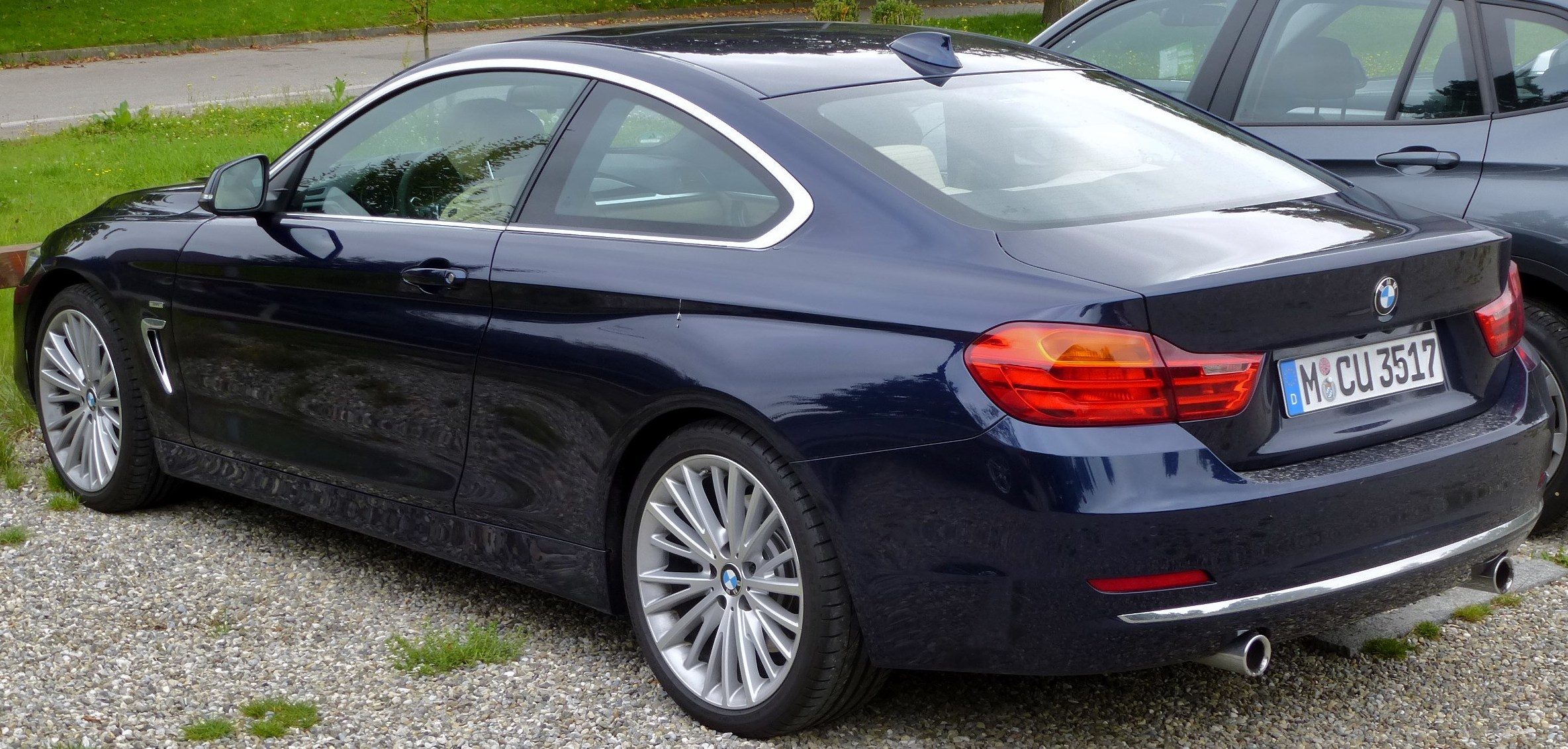
Vista trasera del cupé

Se caracteriza por su elegancia y deportividad, con un bajo centro de gravedad, un reparto óptimo de cargas por eje, elevada rigidez de la carrocería y unas motorizaciones "BMW TwinPower Turbo". Las Líneas Sport, Luxury y Modern y el paquete deportivo M, proporcionan opciones de personalización. También tiene nuevos faros led autoadaptables, con asistente de luz de carretera antideslumbrante, que iluminan la parte frontal. El sistema "Air Breather", además de ser un detalle de diseño, reduce el consumo de combustible y las emisiones de CO2. Está equipado con una transmisión automática de ocho velocidades y sistemas de asistencia a la conducción, como el Head-Up Display.
Se denominaba internamente F32, sustituyendo al E92 de la generación anterior. Sus innovaciones incluían un motor de 2.0 litros que el fabricante denomina "Turbo Twin-scroll", el cual produce una potencia de 245 CV (242 HP; 180 kW) de las 5000 a las 6500 rpm y un par máximo de 350 N·m (258 lb·pie) entre las 1250 y 4800 rpm. Está acoplado a una transmisión automática de ocho velocidades con la opción de modo de manual o con movimientos de la misma palanca de cambios.
El diseño exterior estuvo a cargo de Nicolas Huet, un joven diseñador quien también ha sido el autor del Serie 1. En la parte delantera presenta una parrilla en forma de doble ovoide que está flanqueada por la óptica principal. Las salpicaderas delanteras tienen unas ventilas que lo vuelven muy agresivo. Al verlo lateralmente, se parece al Serie 6, en el trazo de las puertas y el ángulo inferior de la zona acristalada, con un “Corte Hofmeister”. La parte trasera toma más elementos del Serie 3 que del Serie 6. La óptica está dividida en dos partes por lado, enmarcado por una enorme fascia envolvente que da cabida a la salida de escape doble del lado izquierdo. Tiene instalados unos rines de aleación de 18 pulgadas (45,7 cm), con medidas de 225/45. También se nota la total ausencia de cromos en la carrocería, los marcos de las ventanas, ventilas, manijas y pequeñas molduras son de color negro satinado o anodizado, lo que le da un toque más deportivo y poco convencional.
Su interior se ofrece con tapicerías de cuero con un pespunte rojo en todo el perímetro, el volante también está forrado en cuero con controles del equipo de audio. También se nota una moldura de otro color que cruza el tablero de lado a lado y que además está presente en las puertas. El mismo patrón de diseño y color está presente en el control remoto o llave remota. El panel de instrumentos sigue siendo insulso y casi igual al de otros modelos de la gama. En cuanto a la conectividad, incluye puertos USB, interfaz para reproductores MP3, iPod, además de sistemas de navegación y la facilidad de conectar uno o más teléfonos celulares vía Bluetooth. El Bluetooth Audio permite reproducir la música almacenada en dispositivos por vía inalámbrica y cuya información se despliega en una pantalla de 8,8 pulgadas (22,4 cm).
Cuenta con cuatro modos de manejo:
- ECO PRO. Para una mayor economía de combustible posible, sacrificando un poco el desempeño. La transmisión hace los cambios a un bajo régimen de revoluciones y la respuesta del acelerador es más suave. Cuando se aplican los frenos, actúa un sistema llamado "BER" (Brake Energy Regeneration) y la energía generada va directo al acumulador.

- CONFORT. Para una comodidad silenciosa, en el que el motor y la transmisión funcionan suavemente, con cambios se hacen casi imperceptibles y las aceleraciones son progresivas.

- SPORT. La respuesta del acelerador es mucho más agresiva, súbita y los cambios de la transmisión se hacen casi en la línea roja del tacómetro y la respuesta de la dirección es mucho más firme para un manejo deportivo.

- SPORT+. Solamente debe usar quien domine un coche deportivo, ya que el control de tracción y de estabilidad se desconectan, aunque no completamente, así que el vehículo tiende a “aventar” la cola impulsado por la tracción trasera. Debe usarse solamente en ambientes controlados como una pista con zonas de escape seguras en caso de perder el control repentinamente.[6][7][8]

### Cabriolet (F33)

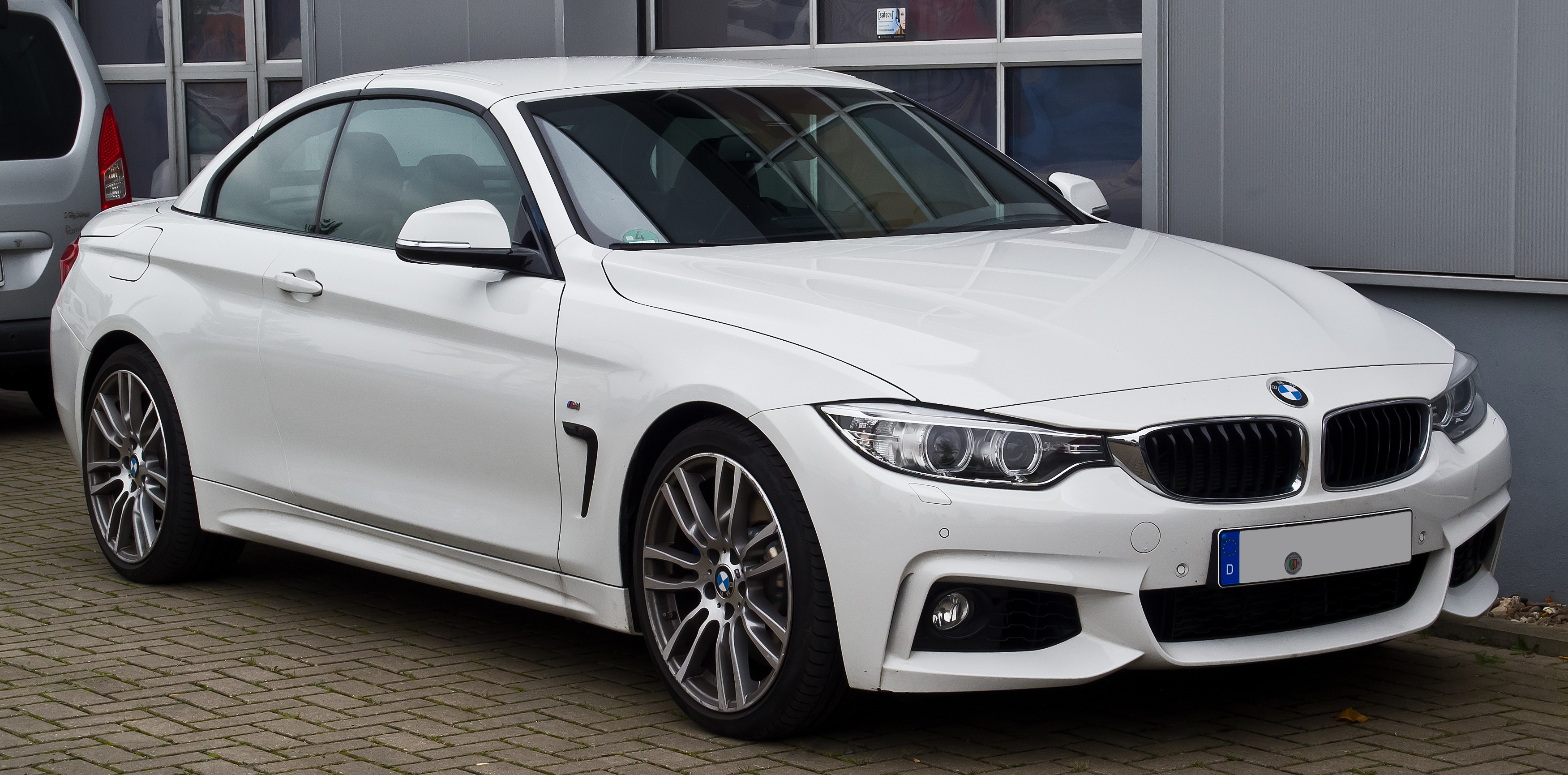
435i M Sport en Düsseldorf, en octubre de 2015

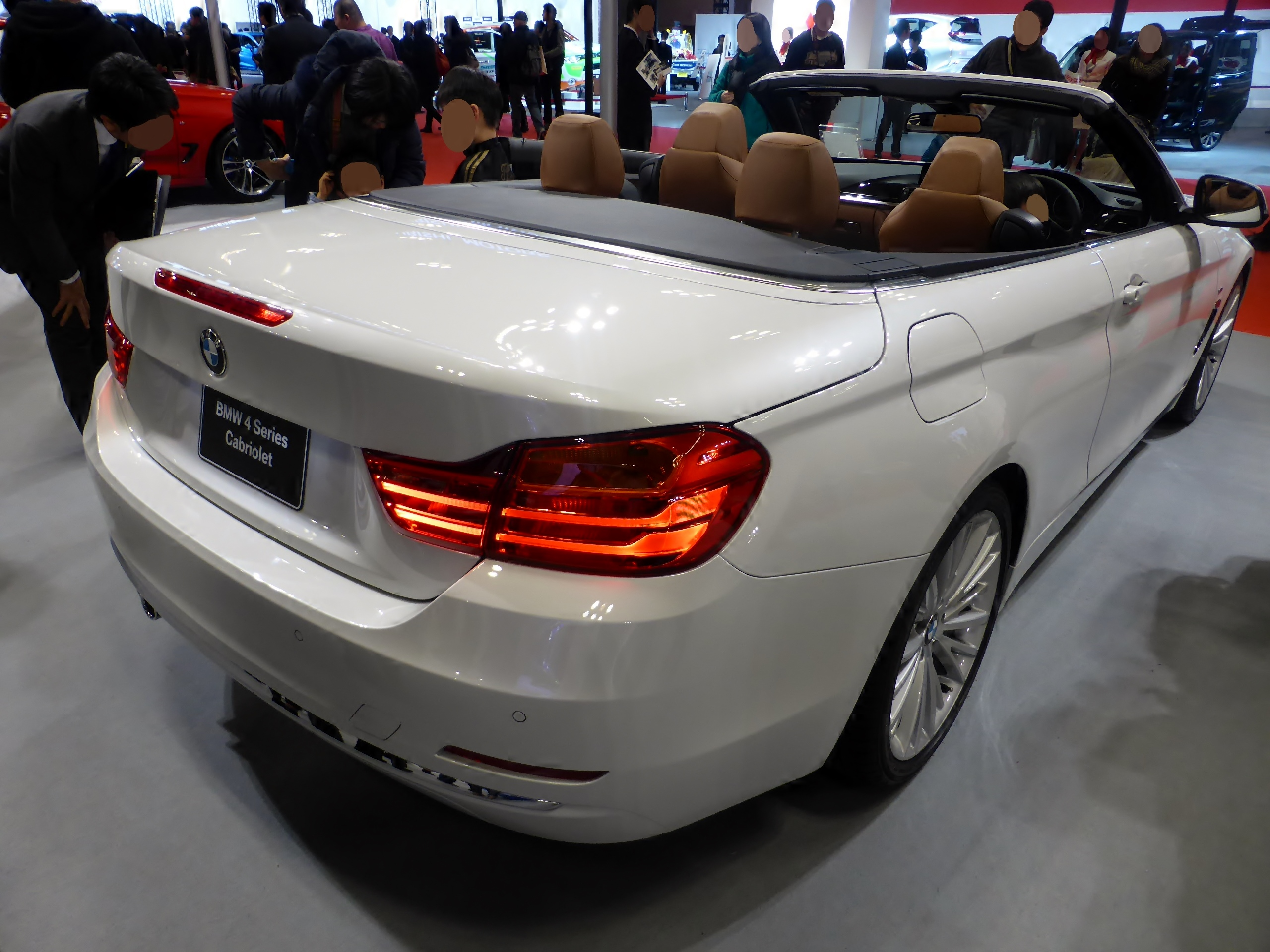
428i en el Salón del automóvil de Osaka de 2013

Se caracteriza por tener un techo metálico dividido que se acciona eléctricamente, distinto a otros modelos con techo de lona. La versión de gasolina menos potente disponible con transmisión automática era la 420i con 184 CV (181 HP; 135 kW).
El techo plegable está dividido en tres secciones: dos están en la chapa que cubre el habitáculo y la otra a la luneta. Su movimiento se activa desde un botón entre los dos asientos delanteros. Para quitarlo o ponerlo se requieren 32 segundos. El proceso comienza al bajar de las cuatro ventanillas y termina con la operación inversa. Dicho ascenso y descenso ventanillas lleva cuatro segundos, es decir, cuando las ventanillas ya están abajo y no se espera a que suban, tarda 20 segundos. Además, el techo se puede mover incluso cuando el coche va circulando, pero solamente a baja velocidad, empezando a menos de 15 km/h (9 mph), aunque también podría funcionar hasta casi 20 km/h (12 mph), por lo que siempre se recomienda hacerlo muy despacio. Lo anterior es una desventaja con respecto a los modelos que tienen techo de lona, ya que necesitan menos tiempo para plegarlo e incluso a velocidades más altas. Al plegarlo, queda en un espacio que forma parte de la cajuela, el cual se ve reducido de 370 a 220 L (13,1 a 7,8 pies cúbicos) en relación con el cupé.
Estaba disponible con ocho opciones de motorización: los de gasolina 420i con 184 CV (181 HP; 135 kW), 428i con 245 CV (242 HP; 180 kW) y 435i con 306 CV (302 HP; 225 kW), mientras que los Diésel incluían el 420d con 190 CV (187 HP; 140 kW), 425d con 218 CV (215 HP; 160 kW), 430d con 258 CV (254 HP; 190 kW) y 435d con 313 CV (309 HP; 230 kW). Todos eran de inyección directa turboalimentados y con el sistema stop-start. Las opciones de transmisión podrían ser una manual de seis velocidades, o bien, una automática de ocho velocidades. También se ofrecía la versión tope más deportiva llamada "M4 Cabrio".
Se ofrecían tres niveles de equipamiento: Sport Line, Modern Line y Luxury Line, además de un paquete opcional "kit deportivo M", con un aspecto diferente y más deportivo de la carrocería. Estos eran similares a los de la Serie 3 y Serie 4 Cupé. Se recomendaba equiparlo con un sistema de información proyectada en color sobre el parabrisas, faros led con alumbrado en curva, el «Driving Assistant Plus» y conexión a internet.
En cuanto a la suspensión, contaba con la «deportiva M», que incluía muelles y amortiguadores más firmes y de dureza variable, barras estabilizadoras más rígidas y casquillos diferentes. La dirección de serie era eléctrica con asistencia variable, en función de la velocidad y la opcional tiene desmultiplicación variable. Los frenos opcionales eran pinzas flotantes de color azul con cuatro pistones en la parte delantera y de dos los traseros. La altura de la carrocería en esta variante descapotable era 7 mm (0,28 pulgadas) mayor en que en el cupé, además de un mayor peso con 230 kg (507 libras), respecto del cupé.
En cuanto a su interior, las principales diferencias estaban en los asientos, ya que la pieza de anclaje era menos aparatosa. Llevaba incorporado el cinturón de seguridad como una necesidad y, a la vez, una alternativa más cómoda y menos compleja que un brazo extensible, además de que cinturón quedaba bien colocado sobre el hombro. Los plásticos y la piel que recubren el habitáculo eran de calidad, especialmente las gomas que rematan los pilares del parabrisas. Los asientos delanteros podrían ser de dos tipos: los normales de serie o los deportivos con el equipamiento Sport u opcional en el resto de la gama, los cuales tenían una buena sujeción y confort.

### Gran Coupé (F36)

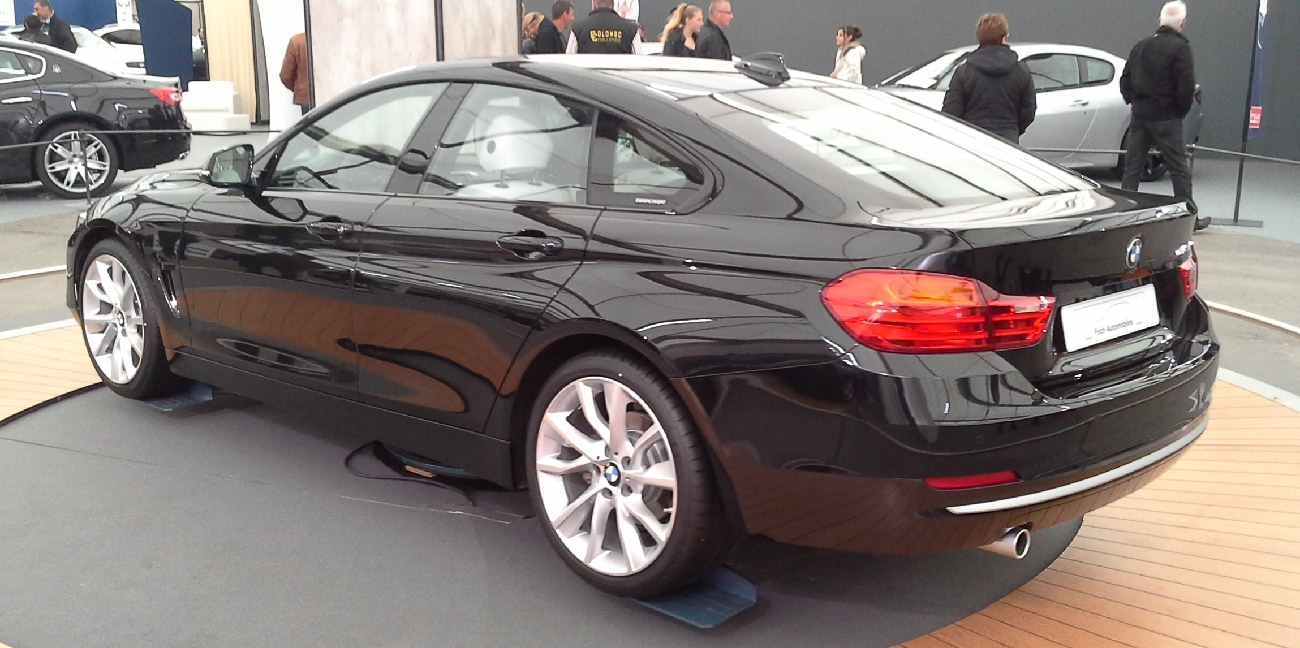
En el Salón del automóvil de Aviñón de 2014

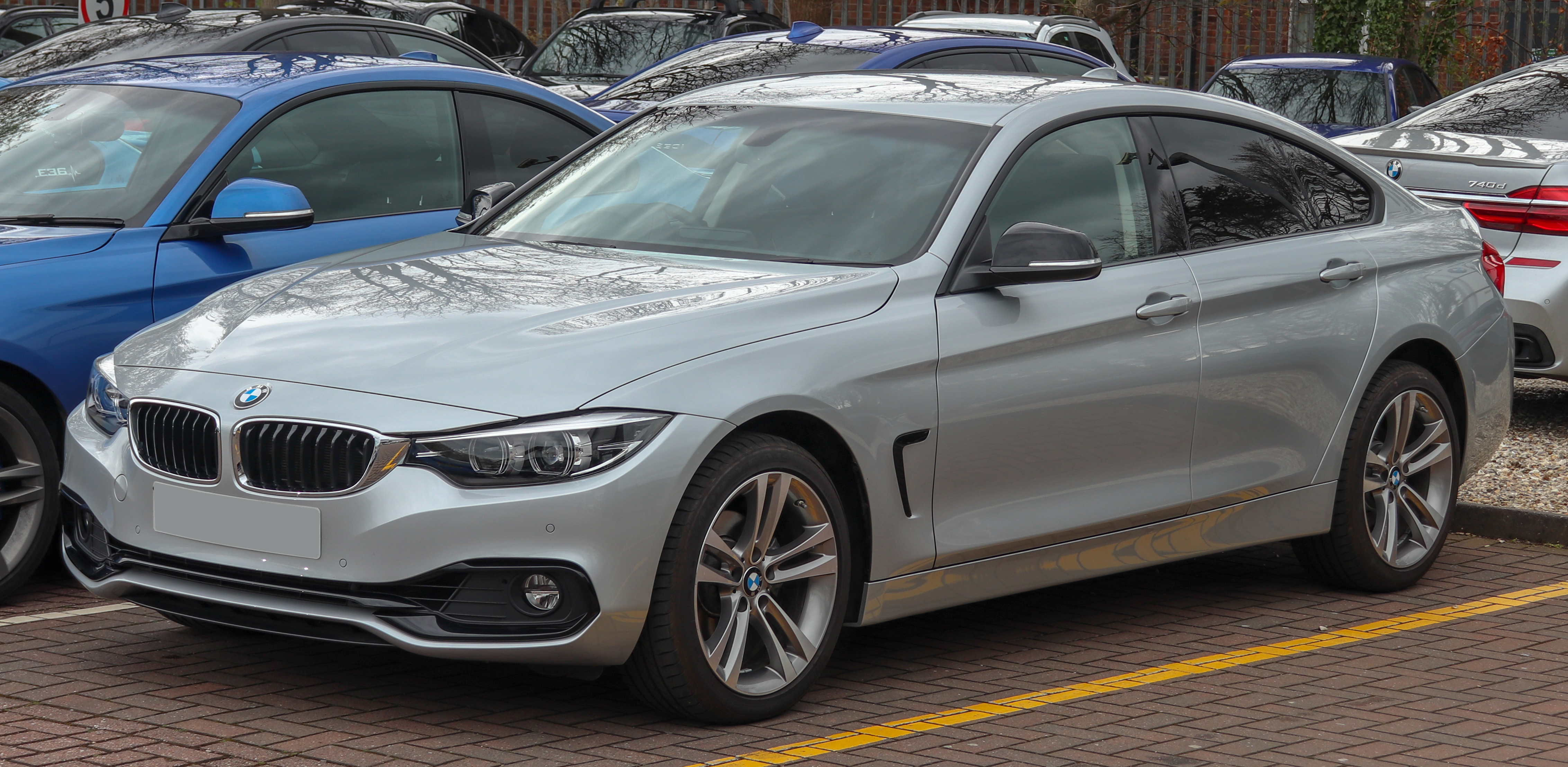
420i xDrive Sport 2.0 de 2018

Tiene una carrocería tipo sedán de cinco puertas, con la misma longitud y ancho que la de la variante cupé, aunque un poco más alta. Además de compartir plataforma con ese modelo, también lo está con los de la Serie 3, Serie 4 Cabrio, X3 y X4. Las dos puertas laterales traseras facilitan el acceso a esas plazas respecto del cupé, pero entrar no es tan cómodo, ya que en esta variante es más bajo y el hueco que dejan las puertas es más pequeño. En relación con el Serie 4 cupé, da algo de más espacio para los pasajeros traseros, tanto para las piernas como en altura hasta el techo. Además, está homologado para transportar a cinco personas, mientras que el cupé solamente para cuatro, aunque la plaza central trasera es mucho más estrecha que las otras. Tiene tracción trasera o total permanente, llamada "xDrive", según la versión.
El sistema stop-start es siempre de serie y las unidades con transmisión automática tienen una función de planeo o circulación, mediante la cual el cambio pone el punto muerto en determinadas circunstancias para reducir la pérdida de velocidad debida al rozamiento mecánico. Su coeficiente aerodinámico es mejor que el del cupé con 0.27 frente a 0.28. La versión con menor consumo es la 418d Gran Coupé Diésel con 143 CV (141 HP; 105 kW), cuyo consumo medio homologado es de 4,5 L/100 km (22,2 km/L; 52,3 mpgAm).
Estaban disponibles tres niveles de equipamiento: Modern, Sport y Luxury, cuyas diferencias entre sí eran principalmente estéticas. Se ven por ejemplo, en la parrilla, las carcasas de los retrovisores, los embellecedores de los faldones, los listones de los umbrales de las puertas y el cromado de los tubos de escape. Adicionalmente, había otros dos niveles de equipamiento llamados «kit deportivo M» y «BMW Individual». El primero de estos le daba un aspecto más deportivo a la carrocería, gracias a unas defensas, rines y asientos diferentes. El nivel "Individual" se caracteriza por utilizar materiales de recubrimiento de mayor calidad que los de serie; y porque la carrocería se puede pintar con unos colores específicos. Algunos de los elementos de equipamiento más avanzados que podía tener eran: un sistema de proyección de información en el parabrisas a color, una alerta por riesgo de colisión, un programador de velocidad activo, una alerta por cambio involuntario de carril, reconocimiento de señales de tráfico y faros led para las funciones de alumbrado corto y largo alcance.
También era posible elegir tres tipos distintos suspensiones: la de serie con muelles helicoidales, una opcional con regulación electrónica de la dureza de los amortiguadores y otra deportiva, llamada "M", con muelles y barras estabilizadoras más rígidos. Para tener la suspensión deportiva M no era necesario ordenar el paquete deportivo "M".

### M4

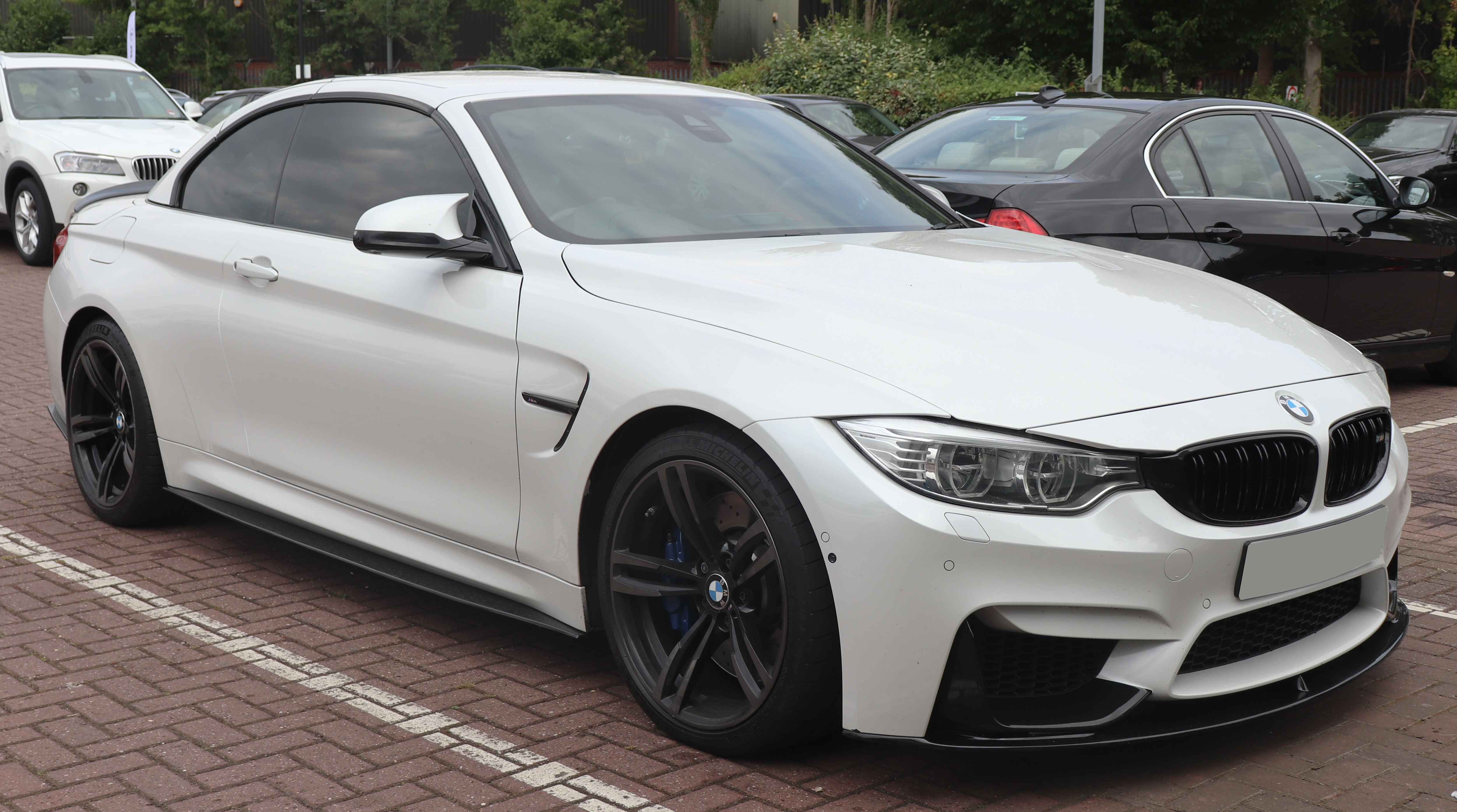
M4 3.0 de 2014 en Royal Leamington Spa

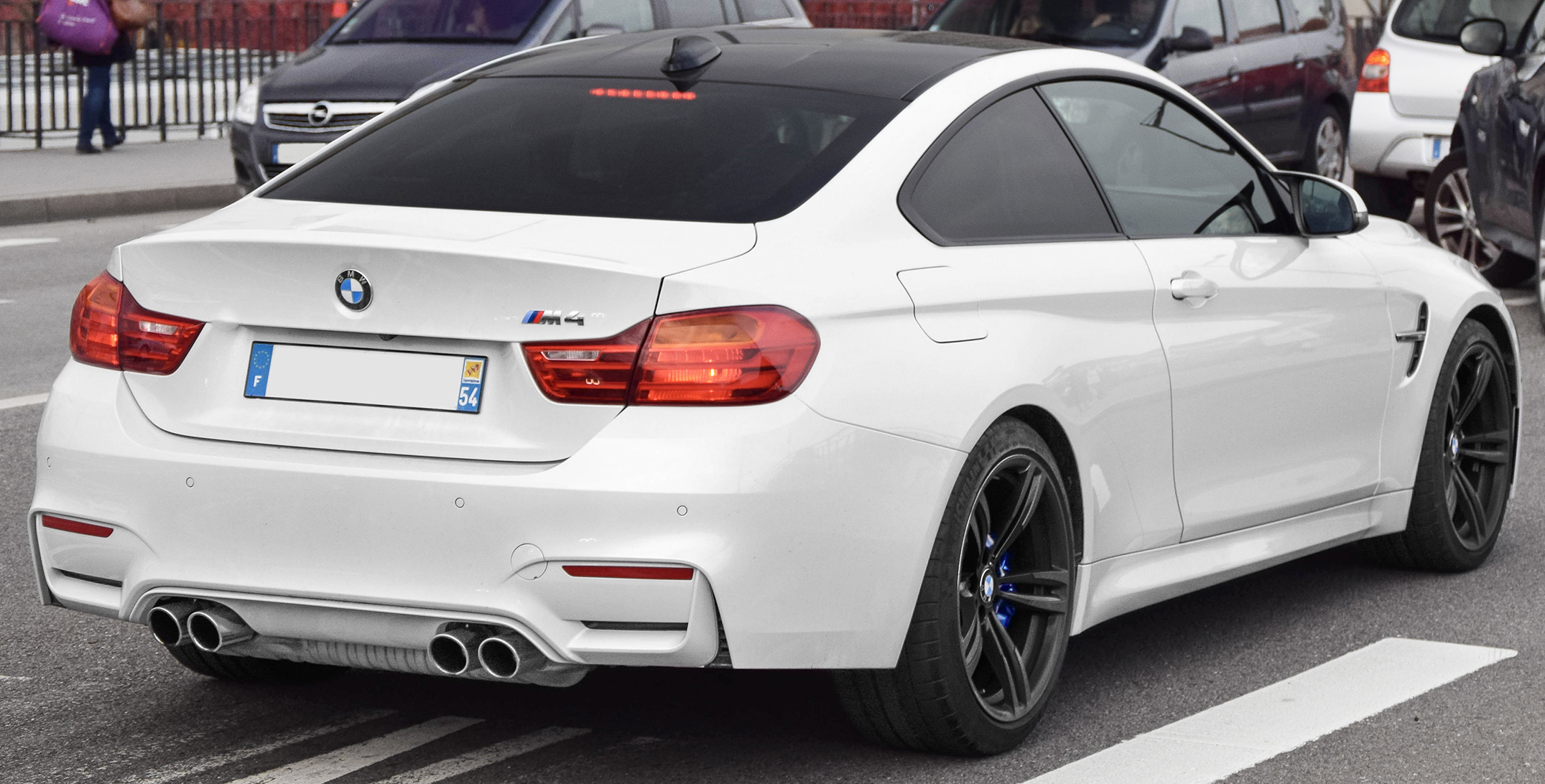
Vista trasera del F82

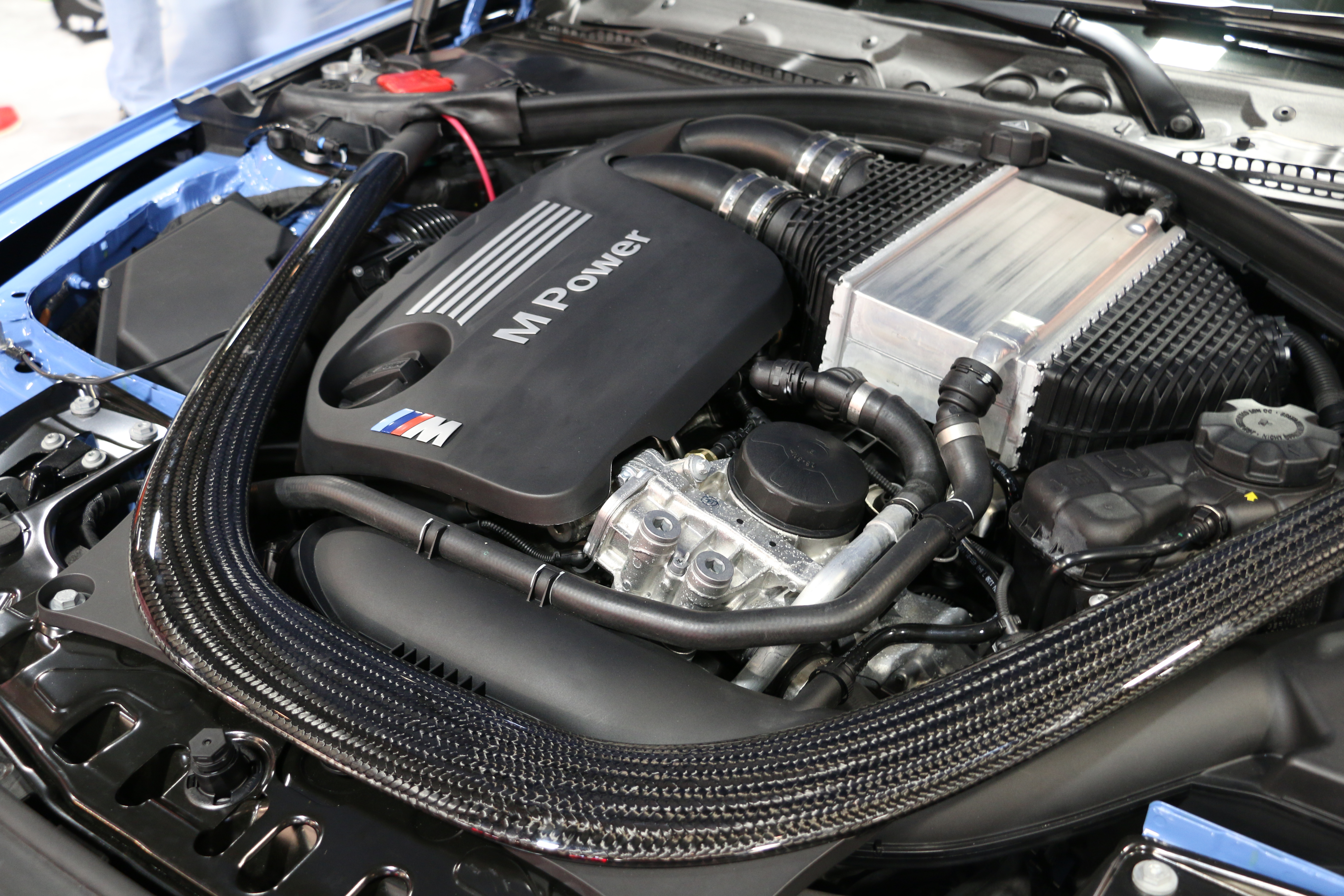
Motor en el Salón del Automóvil de Washington D. C. de 2014

Tiene un motor de seis cilindros biturbo de 2979 cm³ (3 L; 181,8 plg³) con 431 CV (425 HP; 317 kW) y un par máximo de 550 N·m (406 lb·pie), que son enviados al eje trasero. Está acoplado a una transmisión manual de seis velocidades, o bien, opcionalmente también se ofrecía una automática "Drivelogic" de siete velocidades. Con la caja manual es capaz de acelerar de 0 a 100 km/h (0 a 62 mph) en 4.3 segundos, mientras que con la de doble embrague DKG mejora a 4.1 segundos.
Se ofrecía en tres modalidades: Confort, Efficient, Sport y Sport+, las cuales modifican de manera radical la sensación de manejo. A las 7000 rpm el sonido del motor se hace notar más. En el modo Sport Plus ofrece una conducción extrema y más cuando se desconecta el control de estabilidad.
En cuanto a su aspecto exterior, estaba equipado con rines forjados de 18 pulgadas (45,7 cm) aunque, opcionalmente, también estaban disponibles unos de 19 pulgadas (48,3 cm). Se notan unos marcados perfiles en su parte frontal y en el cofre, con unos faros dobles con tecnología led, una parrilla ovoide doble con varillas de color negro y el emblema "M" para identificar dicha versión. Adicionalmente, tiene tres amplias entradas en el faldón delantero que proveen de aire al vano motor, a fin de proveer suficiente refrigeración que se extiende hacia las ruedas y los frenos, lo cuales opcionalmente pueden ser de carbono y cerámica, así como el sistema "Air Breather", que sirven para reducir las turbulencias en la zona exterior de las ruedas delanteras.
Su velocidad máxima está limitada electrónicamente a 250 km/h (155 mph), pero con el Driver's Package puede incrementarse hasta los 280 km/h (174 mph). Su consumo con transmisión manual está en el orden de los 8,8 L/100 km (11,4 km/L; 26,7 mpgAm), mientras que con la caja automática baja a 8,3 L/100 km (12,0 km/L; 28,3 mpgAm). También se ha logrado una reducción de peso en unos 80 kg (176 libras), gracias al uso de aluminio en los paneles laterales delanteros y en el cofre, plástico reforzado con fibras de carbono en el techo, con lo que lo llevan a conseguir una masa suspendida más ligera y un centro de masas rebajado.
En cuanto a su interior, cuenta con un diseño deportivo y ergonómico, el cual recoge rasgos básicos del Serie 4, con un toque del exclusivo acabado M: embellecedores en los umbrales de las puertas, reposapiés, palanca de cambios, indicadores, volante, costuras de color contrastante y paletas galvanizadas en las versiones con transmisión DKG. Los asientos envolventes incluyen también un emblema "M" en el respaldo iluminado. En las dos plazas traseras, los respaldos también están moldeados para lograr una sujeción transversal comparable a la de los asientos delanteros. Para lograr un acceso más cómodo a la cajuela, los respaldos traseros pueden abatirse asimétricamente.

#### M4 Competition Package

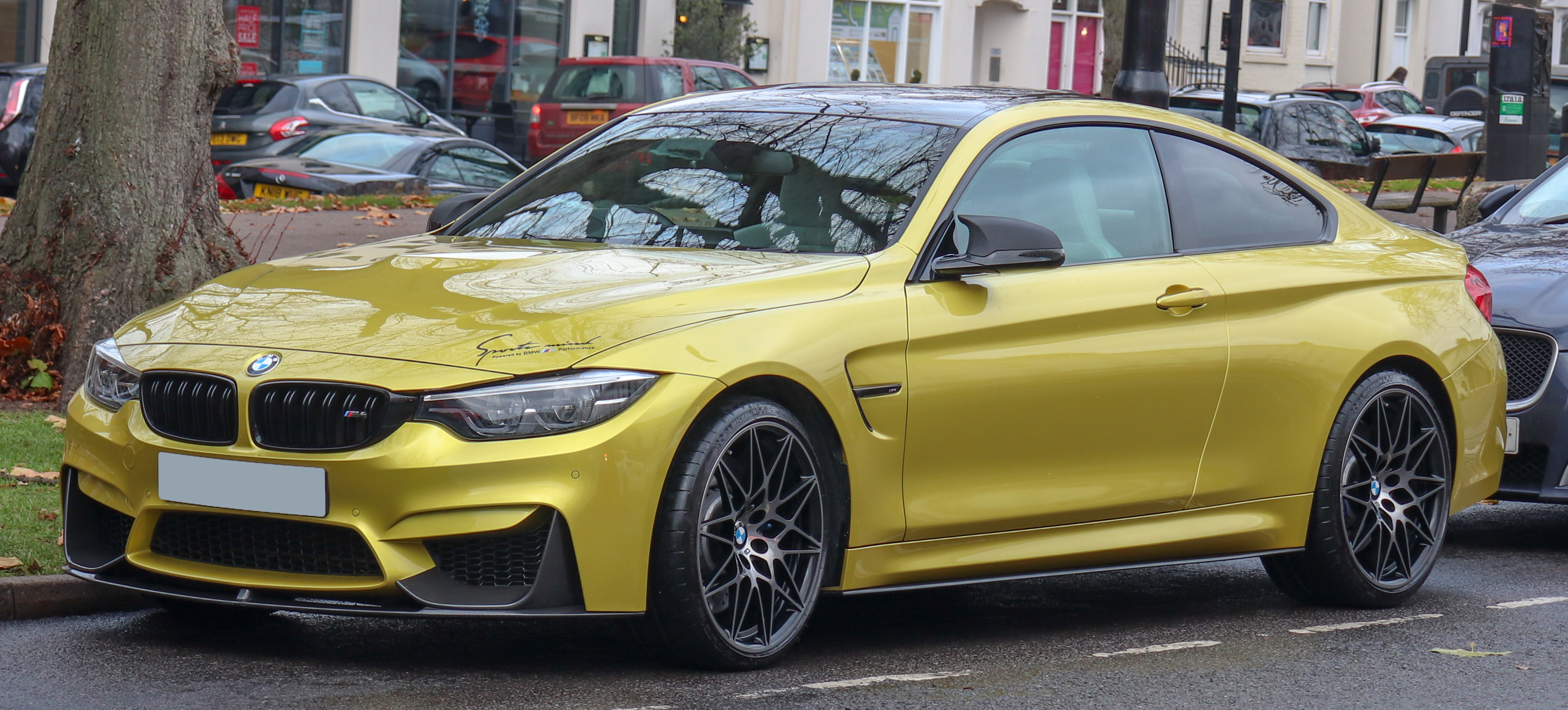
M4 Competition 3.0 de 2017

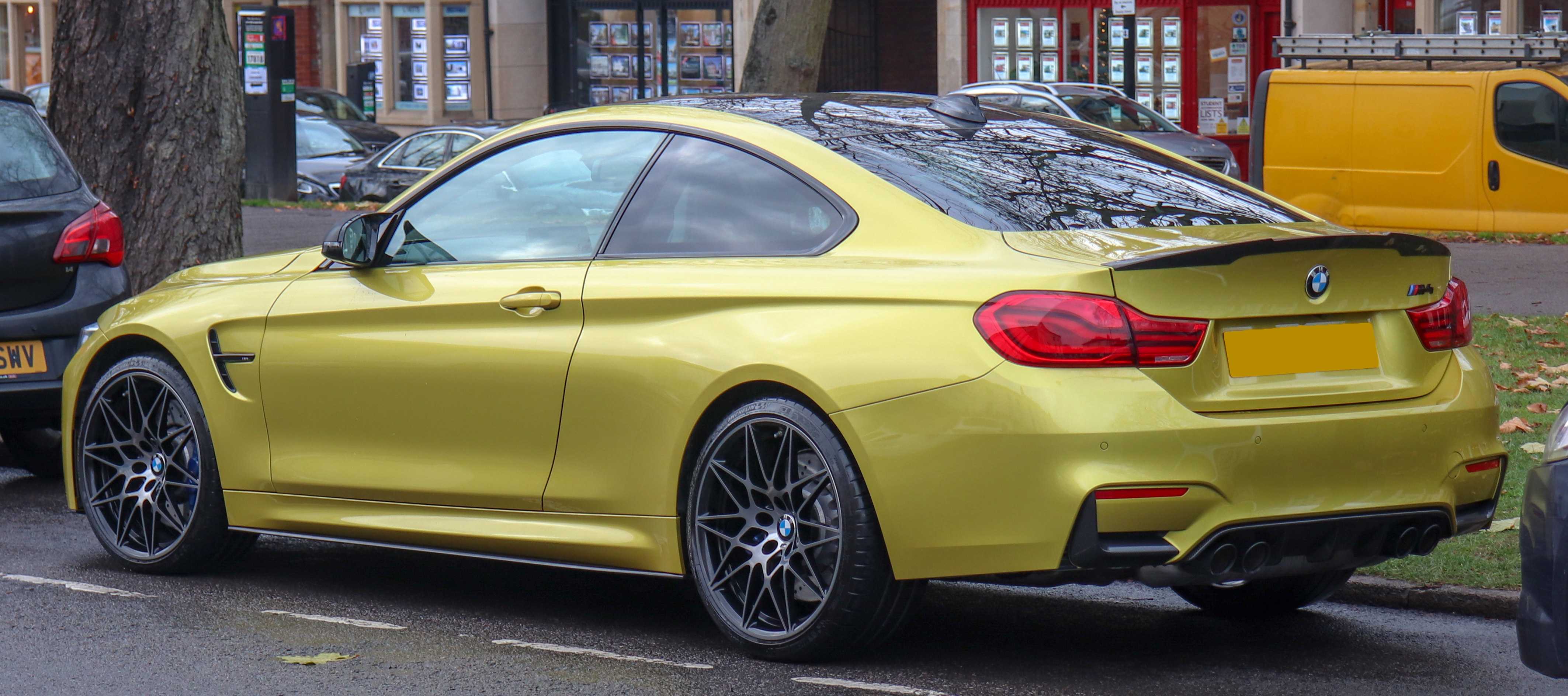
Vista trasera 3/4

Se distingue del M4 convencional porque tiene un motor más potente, pequeños cambios en el chasis y accesorios del catálogo M Performance. El motor es el mismo que el del M4 estándar, pero con una serie de cambios que han incrementado la potencia hasta los 450 CV (444 HP; 331 kW). Solamente estaba disponible acoplado a una caja de cambios de doble embrague DKG de siete velocidades con sistema "Launch Control" (control de lanzamiento). El aumento de potencia ha provocado una reducción en la aceleración de 0 a 100 km/h (0 a 62 mph) en 4.0 segundos, con respecto a los 4.1 segundos del M4 convencional. La velocidad máxima también ha mejorado al incrementarse hasta 280 km/h (174 mph), aunque también ayuda el que se haya eliminado el gobernador electrónico. Por su parte, el consumo medio homologado se mantiene igual en 8,3 L/100 km (12,0 km/L; 28,3 mpgAm).
Adicionalmente, se han hecho cambios en el chasis para un mayor grado de precisión en el manejo. Para lograrlo, se ha modificado el funcionamiento del control de estabilidad y del diferencial trasero, se han instalado frenos fabricados con material carbono-cerámicos y unos neumáticos de altas prestaciones en rines de aleación de 20 pulgadas (50,8 cm). De serie el chasis M es adaptativo, cuyos amortiguadores son de ajuste variable.
Entre otros cambios estéticos, se distingue del M4 normal por algunos elementos específicos, según el catálogo de accesorios "M Performance", tales como: faldones laterales, difusor trasero y además de una serie de elementos fabricados en plásticos reforzados con fibras de carbono (CFRP), como el alerón trasero, carcasas de los retrovisores exteriores y un pequeño apéndice aerodinámico en la parte inferior de la defensa delantero. Las molduras de la parrilla y las tomas de aire laterales para la ventilación, las salidas de escape y el emblema "M4" están pintados en color negro.
En cuanto al interior, los asientos tienen una forma distinta a los del M4 normal, ya que sujetan mejor el cuerpo a la altura de los hombros, la moldura decorativa que recorre el tablero está fabricada en CFRP y detrás del mando circular con el que se maneja el sistema multimedia, está una placa con la numeración correspondiente a la edición limitada.
Estaba disponible en tres opciones de combinación de colores: "Brilliant White" (blanco brillante) para el exterior con cuero "Cohibabraun" (café Cohiba) para el interior; "San Marino Blue" (azul San Marino) para el exterior con cuero "Individual Schwarz" (negro individual) para el interior; y "Jerez Black" (negro Jerez) para el exterior con cuero "Goldbraun" (café oro) para el interior. También se incluía un curso de manejo en circuito para los propietarios.

#### M4 GTS

M4 GTS

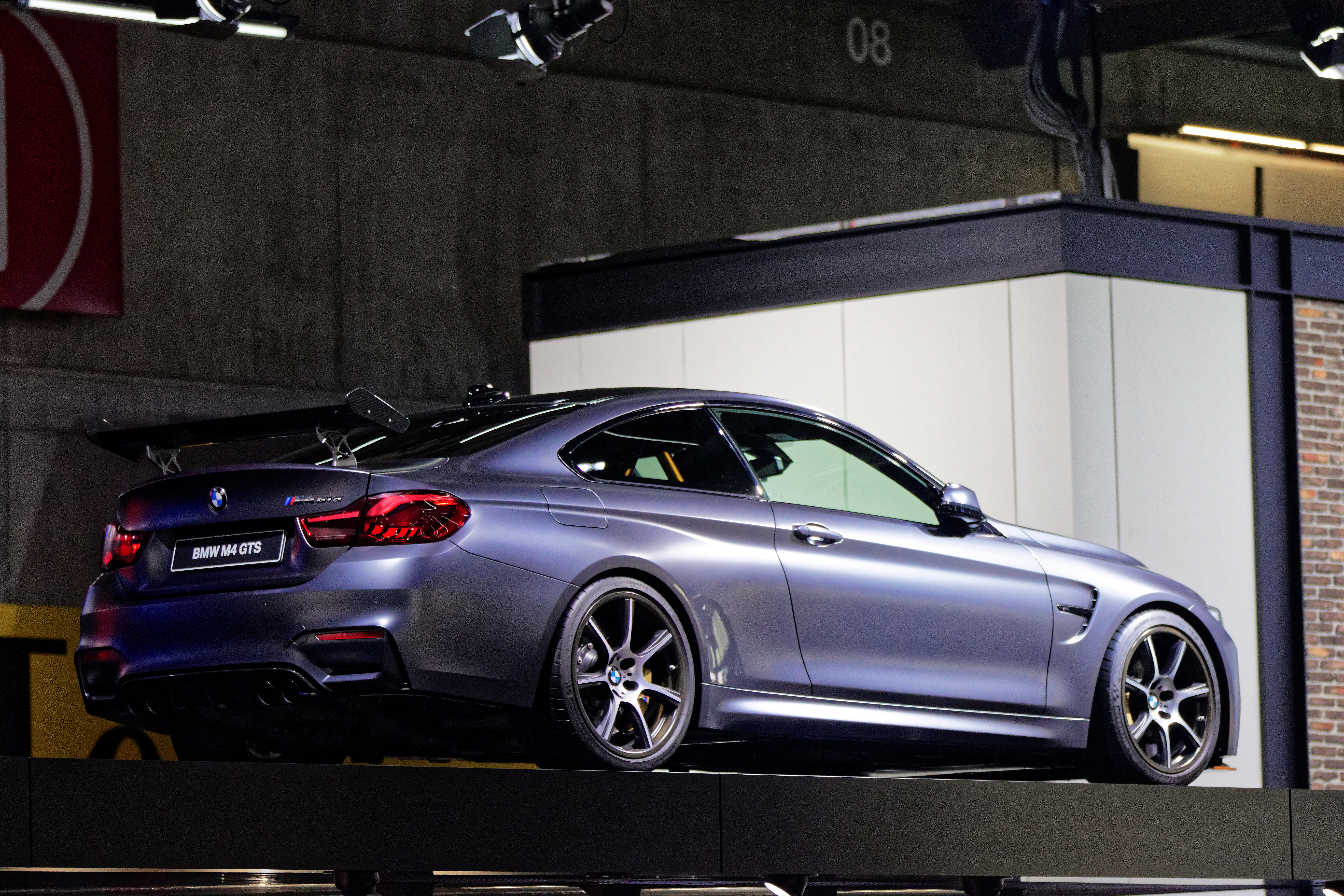
Presentación en el Salón del Automóvil de París de 2016

Es una serie limitada a 700 unidades con tecnología de carreras para la carretera.
En cuanto a su dinamismo, cuenta con un innovador sistema de inyección de agua que ya ha demostrado su eficiencia y empuje en el coche de seguridad de MotoGP. El agua se inyecta hacia el interior de los múltiples de admisión en forma de aerosol. Al vaporizarse el agua, el aire de entrada se enfría considerablemente. Con esto, la temperatura de la compresión final en la cámara de combustión, reduciéndose así la tendencia del motor a la detonación, permitiendo usar una mayor presión de empuje y un mejor avance de la inyección. Esta tecnología, además de generar una mayor potencia y par, reduce el estrés térmico en los componentes cruciales para el rendimiento.
El bastidor, el divisor delantero y el alerón trasero se pueden ajustar de forma manual, a fin de asegurar un equilibrio aerodinámico y lograr que el vehículo se adapte tanto para su uso en circuitos cerrados como en carretera.
Su diseño exterior incluye el uso de exclusivos componentes de carbono le permite estar equilibrado en peso y aerodinámica, con la posibilidad de ajustar la presión sobre el suelo. Las piezas de plástico reforzado con fibra de vidrio, incluye el difusor trasero, un alerón trasero de aluminio ajustable y un divisor delantero también ajustable. La pintura del cofre delantero hecho también de plástico reforzado con fibra de vidrio, combina con el color de la carrocería, el exclusivo color "BMW Individual Frozen Dark Grey" metalizado. El detalle del divisor delantero en "Acid Orange" (anaranjado ácido) crea un efecto de contraste. Los rines de aleación ligera "M" con radios en estrella estilo 666 M, están forjadas y pulidas con brillo intenso también en color "Acid Orange". Los neumáticos Michelin Pilot Sport Cup 2 de 19 pulgadas (48,3 cm) delanteros y de 20 pulgadas (50,8 cm) traseros ofrecen un máximo rendimiento.
En el interior, la consola central tiene un peso optimizado, cuyas molduras son de alcantara con pespunte en contraste "Dark Grey" (gris oscuro), así como la palanca del freno de mano. Los paneles de las puertas y los laterales se han producido con material ligero, obtenido a partir de materias primas sostenibles que pesan solamente la mitad que las piezas estándar. Las manijas de las puertas, que incluyen las franjas "M", sustituyen a las convencionales. Los reposabrazos presentan Alcantara de alta calidad. Los impactantes detalles de las molduras interiores en Alcantara Anthrazit con logo GTS perforado en Acid Orange rematan el interior. El volante deportivo tiene un diseño de radios dobles con botones multifunción y el anagrama "M", incluyendo una bolsa de aire integrada para el piloto. También puede usar los botones "M Drive" para seleccionar las opciones de modos de manejo mientras va circulando.

#### M4 CS
Se trata de un modelo intermedio entre el M4 Competition Package y el M4 GTS, el cual se ofrecía ya de serie como un coche más enfocado a la pista, aunque 100% legal para calle.
Se puede identificar por el "splitter" (separador) en la defensa delantera, el difusor trasero del GTS, el techo de carbono y el "Gurney flap" también de carbono que integra en la parte final de la tapa de la cajuela. A los faros delanteros led se añaden los pilotos traseros con tecnología "Organic Light-Emitting Diode" (OLED), como los del GTS.
Está equipado con el mismo seis cilindros del M4 Competition Package, pero con la potencia aumentada a 460 CV (454 HP; 338 kW) y un par máximo de 600 N·m (443 lb·pie), acoplado únicamente a la caja de cambios de doble embrague DKG Drivelogic de siete velocidades y el sistema "Launch Control". Todo el conjunto pesa 32 kg (71 libras) menos, para un total declarado de 1660 kg (3660 libras), con lo que logra unas prestaciones superiores con un aceleración de 0 a 100 km/h (0 a 62 mph) en 3.9 segundos y una velocidad máxima de 280 km/h (174 mph), gracias al "M Driver's Package" de serie. Según la marca en el circuito de Nürburgring, es capaz de recorrerlo en un tiempo de 7 minutos 38 segundos.
En cuanto a la mecánica, los rines de serie son de 19 pulgadas (48,3 cm) y, opcionalmente, se ofrecían unos de 20 pulgadas (50,8 cm) de perfil bajo en medidas 265/30 delanteros y 285/30 los traseros, montados en neumáticos semi-slicks Michelin Pilot Sport Cup 2. Los frenos eran carbono-cerámicos que, en comparación con los discos convencionales, reducen la fatiga del uso y el peso en unos 6,5 kg (14,3 libras). La suspensión tiene las mismas mejoras que el M4 Competition Package y ha sido especialmente ajustada para destacar tanto dentro como fuera del circuito.

#### M4 DTM Champion Edition

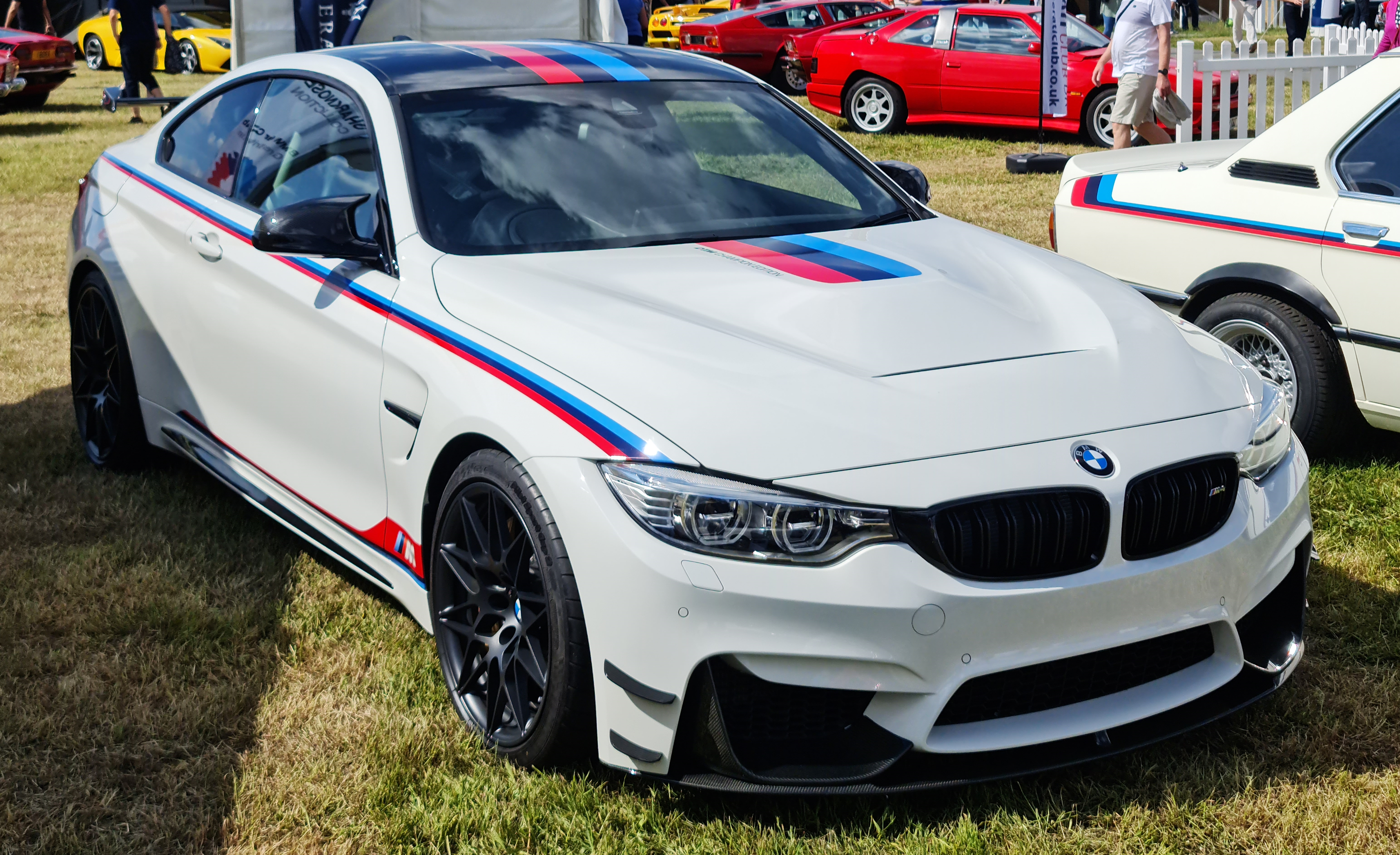
Modelo 2016

En la temporada 2014 del Deutsche Tourenwagen Masters (DTM), resultó ganador del título de campeonato de pilotos el alemán Marco Wittmann, precisamente en un BMW M4 Coupé DTM. Para celebrar dicha victoria, el mismo Wittmann fue el encargado de presentar en un evento realizado después de terminar la última prueba del campeonato, una edición especial denominada "M4 Coupé DTM Champion Edition". Su producción estaba limitada a 23 unidades como una referencia al número que llevaba en su coche ganador. La carrocería únicamente estaba disponible pintada en color "Alpine White" (blanco alpino), en contraste con el color negro presente en los rines de aleación de 19 pulgadas (48,3 cm) modelo «437M», en neumáticos de medidas 255/35 en el eje delantero y 275/35 en el trasero. Otros elementos tenían similitudes con el modelo de competición, tales como: el cofre y la tapa de la cajuela en negro mate con adhesivos de colores, la parrilla de color anaranjado, el número 23 en las puertas, un adhesivo de color negro que recorre los laterales del coche y la insignia "M" junto a los alerones delanteros. Como parte de la decoración conmemorativa, en las ventanas laterales posteriores también aparecen las iniciales del piloto, la bandera alemana y la referencia al título de pilotos del DTM. Esta edición limitada mantenía el mismo seis cilindros y la potencia del M4 Cupé estándar, tanto con transmisión manual de seis velocidades, como con la de doble embrague DKG de siete velocidades.
En la temporada 2016 del DTM, Marco Wittmann volvió a coronarse campeón y, para celebrarlo, nuevamente se fabricó otra serie especial limitada a 200 unidades creada en honor a dicho piloto. Esta versión también estaba disponible únicamente en color exterior Blanco Alpino. Tenía el mismo seis cilindros, pero con su rendimiento elevado a 500 CV (493 HP; 368 kW) y un par máximo de 600 N·m (443 lb·pie). Con esto, era capaz de acelerar de 0 a 100 km/h (0 a 62 mph) en 3.8 segundos y alcanzar una velocidad máxima de 305 km/h (190 mph). El incremento de rendimiento ha sido gracias a la adición del mismo sistema de inyección de agua ya existente en el M4 GTS. A diferencia de las demás variantes de serie, este era biplaza, ya que contaba únicamente con los asientos delanteros tipo baquet tapizados en cuero y alcantara, mientras que los traseros fueron sustituidos por una jaula antivuelco.

### Motorizaciones
Se tenían previstos dos motores de gasolina para el inicio de la producción: en el 428i con 245 CV (242 HP; 180 kW) y el 435i con 306 CV (302 HP; 225 kW); y un motor diésel en el 420d con 184 CV (181 HP; 135 kW).
A partir de noviembre de 2013, la oferta a gasolina se ampliaba en el 420i con 184 CV (181 HP; 135 kW) y dos Diésel en el 430d con 258 CV (254 HP; 190 kW), así como un seis cilindros en línea en el 435d con una potencia de 313 CV (309 HP; 230 kW). Estos también se utilizaban en los modelos de la serie F30. La variante M4 tenía un seis cilindros en línea de 2979 cm³ (3 L; 181,8 plg³) con 431 CV (425 HP; 317 kW). Todos son de inyección directa turboalimentados con intercooler y acoplados a una transmisión manual de seis velocidades, o bien, una automática de ocho velocidades provista por ZF.
| Motores de gasolina                                                                   | Motores de gasolina      | Motores de gasolina | Motores de gasolina | Motores de gasolina            | Motores de gasolina | Motores de gasolina    | Motores de gasolina                     | Motores de gasolina                    | Motores de gasolina                      | Motores de gasolina                  |
| Variantes                                                                             | Código de identificación | Tipo de motor       | Aspiración          | Diámetro x carrera             | Cilindrada          | Relación de compresión | Potencia máxima                         | Par máximo                             | Aceleración de 0 a 100 km/h (0 a 62 mph) | Consumo combinado                    |
| ------------------------------------------------------------------------------------- | ------------------------ | ------------------- | ------------------- | ------------------------------ | ------------------- | ---------------------- | --------------------------------------- | -------------------------------------- | ---------------------------------------- | ------------------------------------ |
| 420i Coupe                                                                            | B48B20 (B46 solo en EUA) | 4 en línea          | Turbo Twin-scroll   | 82 x 94,6 mm (3,23 x 3,72 plg) | 1998 cm³ (2 L)      | 11.0:1                 | 184 CV (181 HP; 135 kW) @ 5000-6500 rpm | 270 N·m (199 lb·pie) @ 1350-4600 rpm   | 7.3 segundos                             | 5,8 L/100 km (17,2 km/L; 40,6 mpgAm) |
| 420i xDrive Coupe                                                                     | N20B20                   | 4 en línea          | Turbo Twin-scroll   | 84 x 90,1 mm (3,31 x 3,55 plg) | 1997 cm³ (2 L)      | 11.0:1                 | 184 CV (181 HP; 135 kW) @ 5000-6250 rpm | 270 N·m (199 lb·pie) @ 1250-4500 @ rpm | 7.4 segundos                             | 7 L/100 km (14,3 km/L; 33,6 mpgAm)   |
| 428i Coupe                                                                            | N20B20                   | 4 en línea          | Turbo Twin-scroll   | 84 x 90,1 mm (3,31 x 3,55 plg) | 1997 cm³ (2 L)      | 10.0:1                 | 245 CV (242 HP; 180 kW) @ 5000-6500 rpm | 350 N·m (258 lb·pie) @ 1250-4800 rpm   | 5.9 segundos                             | 6,6 L/100 km (15,2 km/L; 35,6 mpgAm) |
| 430i Coupe                                                                            | B48B20                   | 4 en línea          | Turbo Twin-scroll   | 82 x 94,6 mm (3,23 x 3,72 plg) | 1998 cm³ (2 L)      | 10.2:1                 | 252 CV (249 HP; 185 kW) @ 5200-6500 rpm | 350 N·m (258 lb·pie) @ 1450-4800 rpm   | 5.9 segundos                             | 6,1 L/100 km (16,4 km/L; 38,6 mpgAm) |
| 435i xDrive Coupe Steptronic                                                          | N55B30                   | 6 en línea          | Turbo Twin-scroll   | 84 x 89,6 mm (3,31 x 3,53 plg) | 2979 cm³ (3 L)      | 10.2:1                 | 306 CV (302 HP; 225 kW) @ 5800-6000 rpm | 400 N·m (295 lb·pie) @ 1200-5000 rpm   | 4.9 segundos                             | 7,6 L/100 km (13,2 km/L; 31,0 mpgAm) |
| 440i xDrive Coupe Steptronic                                                          | B58B30                   | 6 en línea          | Turbo Twin-scroll   | 82 x 94,6 mm (3,23 x 3,72 plg) | 2998 cm³ (3 L)      | 11.0:1                 | 326 CV (322 HP; 240 kW) @ 5500-6500 rpm | 450 N·m (332 lb·pie) @ 1380-5000 rpm   | 4.9 segundos                             | 6,9 L/100 km (14,5 km/L; 34,1 mpgAm) |
| M4 Coupe                                                                              | S55B30                   | 6 en línea          | Biturbo             | 84 x 89,6 mm (3,31 x 3,53 plg) | 2979 cm³ (3 L)      | 10.2:1                 | 431 CV (425 HP; 317 kW) @ 5500-7300 rpm | 550 N·m (406 lb·pie) @ 1800-5500 rpm   | 4.1 segundos                             | 8,3 L/100 km (12,0 km/L; 28,3 mpgAm) |
| M4 Coupe Competition Package DCT                                                      | S55B30                   | 6 en línea          | Biturbo             | 84 x 89,6 mm (3,31 x 3,53 plg) | 2979 cm³ (3 L)      | 10.2:1                 | 450 CV (444 HP; 331 kW) @ 7000 rpm      | 550 N·m (406 lb·pie) @ 1800-5500 rpm   | 4.0 segundos                             | 8,3 L/100 km (12,0 km/L; 28,3 mpgAm) |
| M4 CS                                                                                 | S55B30                   | 6 en línea          | Biturbo             | 84 x 89,6 mm (3,31 x 3,53 plg) | 2979 cm³ (3 L)      | 10.2:1                 | 460 CV (454 HP; 338 kW) @ 6250-7000 rpm | 600 N·m (443 lb·pie) @ 4000-5380 rpm   | 3.9 segundos                             | 8,4 L/100 km (11,9 km/L; 28,0 mpgAm) |
| M4 GTS                                                                                | S55B30                   | 6 en línea          | Biturbo             | 84 x 89,6 mm (3,31 x 3,53 plg) | 2979 cm³ (3 L)      | 10.2:1                 | 500 CV (493 HP; 368 kW) @ 6250 rpm      | 600 N·m (443 lb·pie) @ 4000-5500 rpm   | 3.8 segundos                             | 8,3 L/100 km (12,0 km/L; 28,3 mpgAm) |
| Motores diésel (todos de inyección directa common-rail y turbodiésel con intercooler) |                          |                     |                     |                                |                     |                        |                                         |                                        |                                          |                                      |
| 418d Gran Coupe                                                                       | N47 D20                  | 4 en línea          | Turbo               | 84 x 90 mm (3,31 x 3,54 plg)   | 1995 cm³ (2 L)      | 16.5:1                 | 143 CV (141 HP; 105 kW)                 | 320 N·m (236 lb·pie) @ 1750-2500 rpm   | 9.2 segundos                             | 4,5 L/100 km (22,2 km/L; 52,3 mpgAm) |
| 418d Coupe                                                                            | B47 D20                  | 4 en línea          | Turbo               | 84 x 90 mm (3,31 x 3,54 plg)   | 1995 cm³ (2 L)      | 16.5:1                 | 150 CV (148 HP; 110 kW) @ 4000 rpm      | 320 N·m (236 lb·pie) @ 1500-3000 rpm   | 8.6 segundos                             | 4,2 L/100 km (23,8 km/L; 56,0 mpgAm) |
| 420d Gran Coupe                                                                       | N47 D20                  | 4 en línea          | Turbo               | 84 x 90 mm (3,31 x 3,54 plg)   | 1995 cm³ (2 L)      | 16.5:1                 | 184 CV (181 HP; 135 kW) @ 4000 rpm      | 380 N·m (280 lb·pie) @ 1750-2750 rpm   | 7.7 segundos                             | 4,7 L/100 km (21,3 km/L; 50,1 mpgAm) |
| 420d Coupe                                                                            | B47 D20                  | 4 en línea          | Turbo               | 84 x 90 mm (3,31 x 3,54 plg)   | 1995 cm³ (2 L)      | 16.5:1                 | 190 CV (187 HP; 140 kW) @ 4000 rpm      | 400 N·m (295 lb·pie) @ 1750-2500 rpm   | 7.3 segundos                             | 4,2 L/100 km (23,8 km/L; 56,0 mpgAm) |
| 425d Coupe                                                                            | N47 D20                  | 4 en línea          | Biturbo             | 84 x 90 mm (3,31 x 3,54 plg)   | 1995 cm³ (2 L)      | 16.5:1                 | 218 CV (215 HP; 160 kW) @ 4400 rpm      | 450 N·m (332 lb·pie) @ 1500-2500 rpm   | 6.7 segundos                             | 5 L/100 km (20,0 km/L; 47,1 mpgAm)   |
| 425d Cabrio Steptronic                                                                | B47 D20                  | 4 en línea          | Biturbo             | 84 x 90 mm (3,31 x 3,54 plg)   | 1995 cm³ (2 L)      | 16.5:1                 | 224 CV (221 HP; 165 kW) @ 4400 rpm      | 450 N·m (332 lb·pie) @ 1500-3000 rpm   | 6.7 segundos                             | 4,8 L/100 km (20,8 km/L; 49,0 mpgAm) |
| 430d xDrive Coupe                                                                     | N57D30                   | 6 en línea          | Turbo               | 84 x 90 mm (3,31 x 3,54 plg)   | 2993 cm³ (3 L)      | 16.5:1                 | 258 CV (254 HP; 190 kW) @ 4000 rpm      | 560 N·m (413 lb·pie) @ 1500-3000 rpm   | 5.2 segundos                             | 5,2 L/100 km (19,2 km/L; 45,2 mpgAm) |
| 435d xDrive Coupe                                                                     | N57D30                   | 6 en línea          | Biturbo             | 84 x 90 mm (3,31 x 3,54 plg)   | 2993 cm³ (3 L)      | 16.5:1                 | 313 CV (309 HP; 230 kW) @ 4400 rpm      | 630 N·m (465 lb·pie) @ 1500-2500 rpm   | 4.7 segundos                             | 5,4 L/100 km (18,5 km/L; 43,6 mpgAm) |

## Segunda generación

### Desarrollo del concepto

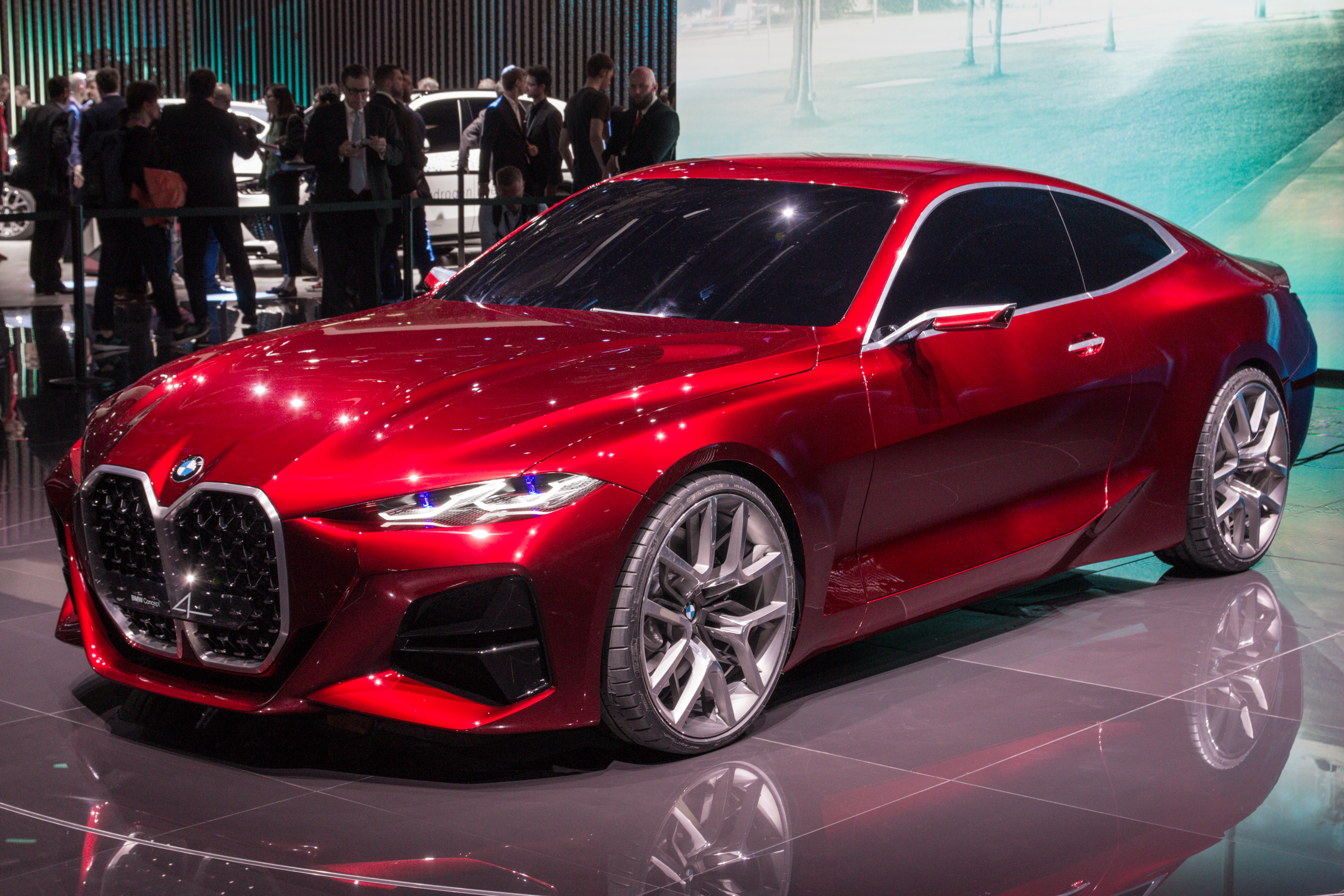
Serie 4 Concept en el Salón del Automóvil de Fráncfort de 2019

Previo al lanzamiento de la nueva generación de 2020, se presentó el Concept 4 en el Salón del Automóvil de Fráncfort de 2019, con detalles esenciales bien definidos, estilizado, con faros más pequeños, pero muy bien trazados y una parrilla de gran tamaño que destacaba en la parte frontal y que además se rodea de tomas de aire muy bien marcadas. Según el fabricante decía que la parrilla se ha inspirado en modelos icónicos como el 3.0 CSi o el 328.
El cofre va bien marcado y profundo en el centro y parte baja que rodea al emblema de la marca, además de la parte central y a los costados. La silueta lateral tiene formas suaves, pero que a la vez recuerdan ser un deportivo. Incluye un diseño muy peculiar de rines de 21 pulgadas (53,3 cm) que parecieran estar en dos partes. La parte trasera también tiene trazos angulares con calaveras led más alargadas y un difusor bien acentuado, además de salidas de escape trapezoidales y un spoiler integrado en la tapa de la cajuela.
En esta ocasión el concepto solamente se presentó el exterior, sin tomar en cuenta el interior ni las motorizaciones, aunque usaba la misma variedad de que el Serie 3. Con este concepto, el fabricante pretendía a separar un poco más la imagen entre Serie 3 y Serie 4, queriéndolo hacer un poco más parecido al Serie 8.

### Diseño de producción del cupé (G22)

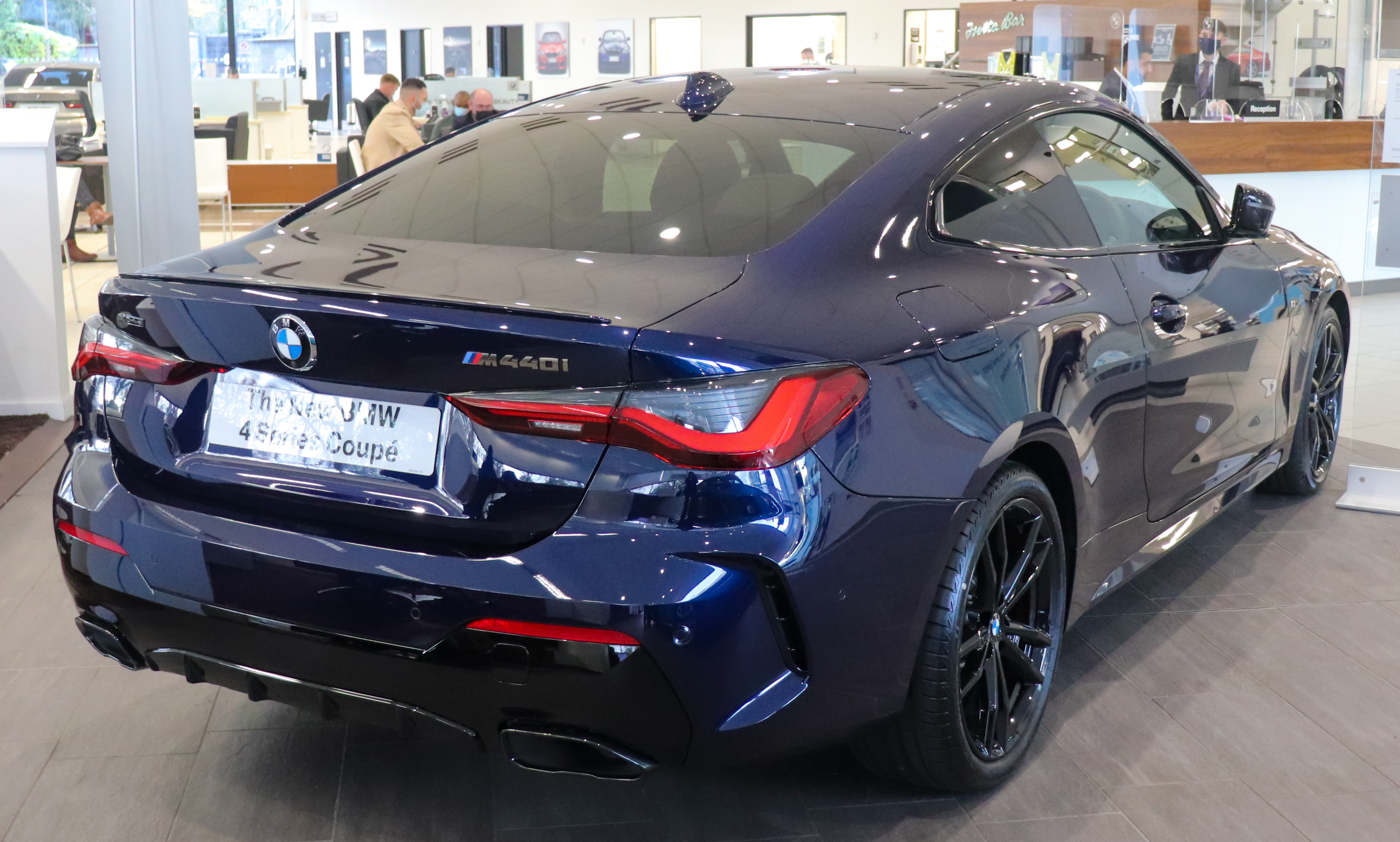
Vista trasera del M440i xDrive 3.0 de 2020

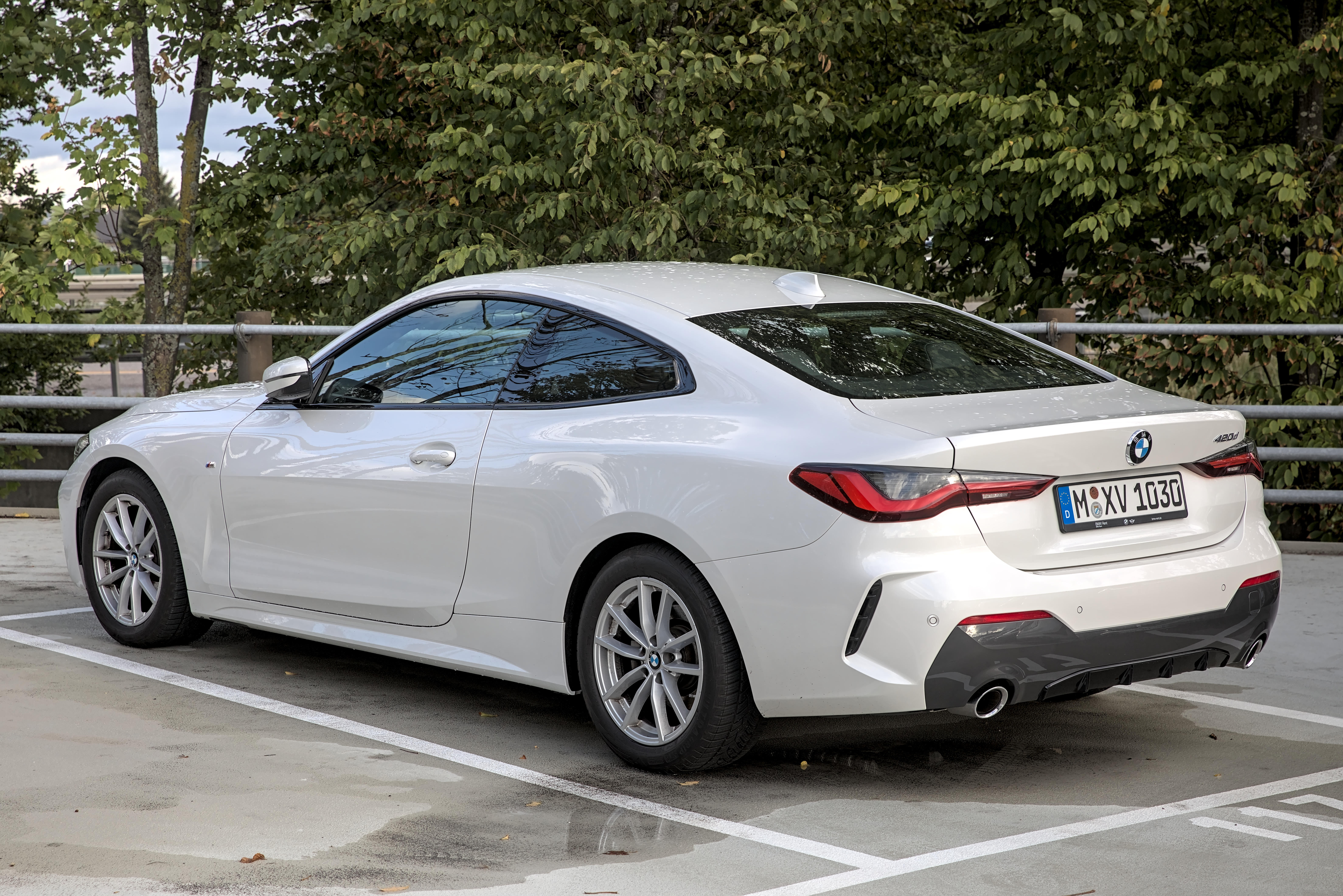
Vista lateral-trasera del 420d

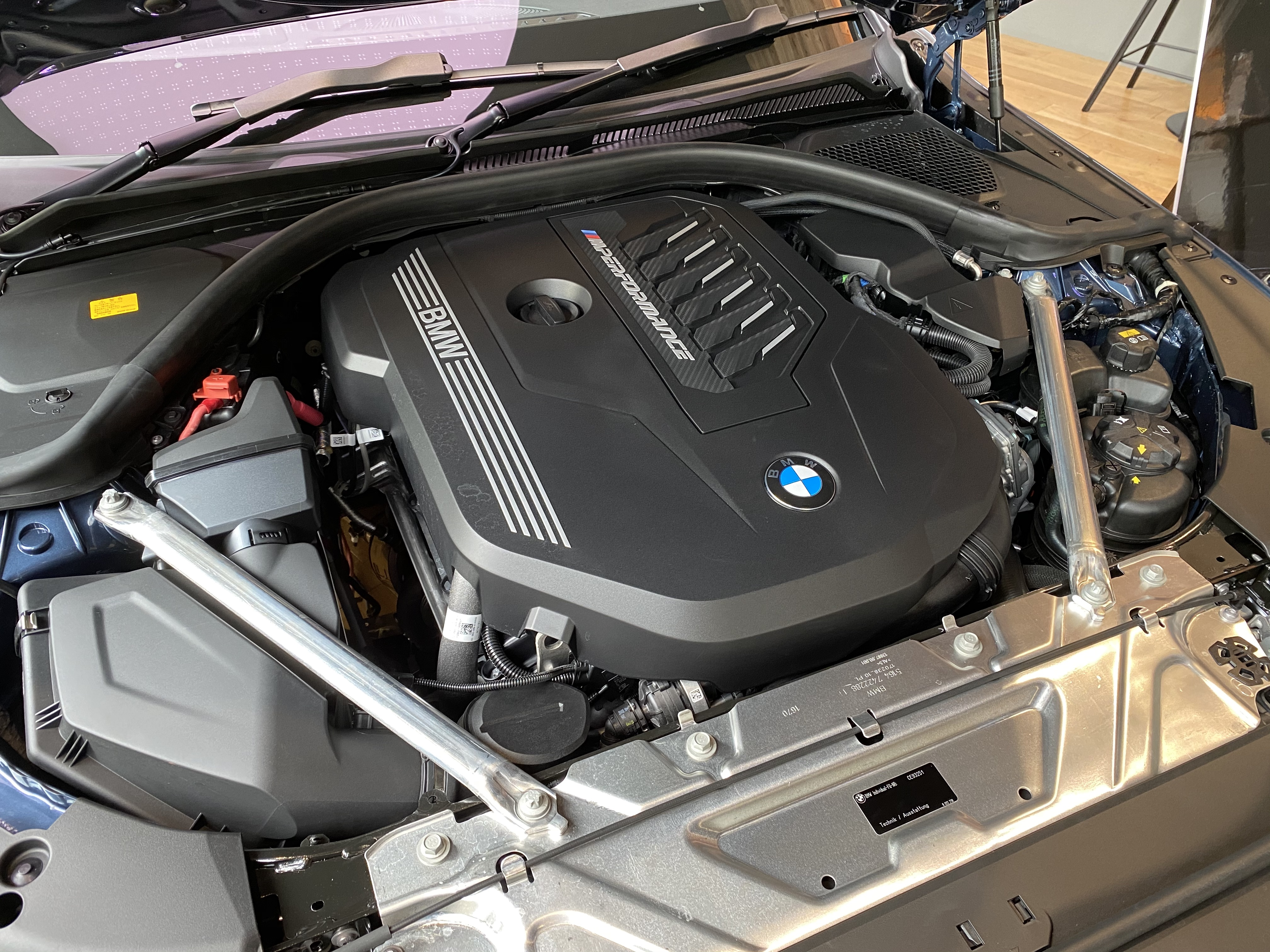
Motor del G22 en Japón

El Serie 4 2020 ha sido una revolución en cuanto su diseño exterior por su controvertida y disruptiva parte frontal, sobre todo en su parrilla de doble riñón, la más grande jamás creada para un modelo BMW de producción y que ocupa gran parte de la sección frontal, la cual está inspirada en algunos de los modelos más emblemáticos del pasado. A cada lado están los faros led de diseño afilado, que opcionalmente, pueden ser con tecnología láser y, en la parte inferior, dos grandes entradas de aire en la defensa delantera.
En la parte lateral se alcanzan a ver las líneas fluidas de la carrocería, con superficies limpias y una línea de diseño que nace en la aleta delantera y se desvanece en la anchos salpicaderas traseras del cupé. También se nota el largo cofre con una caída elegante del techo hacia una luneta posterior muy inclinada, un pequeño spoiler sobre el portón de la cajuela, faros led horizontales, unas defensas deportivas con difusor integrado y salidas de escape trapezoidales. Este estilo es heredado directamente también del nuevo Serie 3, especialmente en la parte trasera. En cuanto a sus medidas, es 128 mm (5,04 pulgadas) más largo, 27 mm (1,06 pulgadas) más ancho y 6 mm (0,24 pulgadas) más alto que su predecesor, mientras que la distancia entre ejes se ha visto incrementada en 41 mm (1,61 pulgadas).
El diseño del interior tenía superficies limpias, materiales de alta calidad y un puesto de mandos orientado al piloto. El panel de instrumentos es completamente digital de 12 pulgadas (30,5 cm), igual que en otros modelos de la marca como en el Serie 8, mientras que la pantalla táctil de control del sistema de infoentretenimiento de 10 pulgadas (25,4 cm), forman un grupo de pantallas de gran tamaño. El botón de arranque/parada ha cambiado a una elegante placa en la consola central, mientras que los asientos traseros específicos del cupé tienen reposacabezas integrados y pronunciados contornos bien definidos, diseñados para acomodar a dos pasajeros. Los asientos delanteros son deportivos, acompañados de un volante de cuero como equipamiento de serie. Además del diseño de la instrumentación y las molduras de las puertas, la consola central genera un entorno envolvente para los pasajeros delanteros. El parabrisas de confort acústico, forma parte del equipamiento de serie y mejora todavía más el confort. La cajuela tiene una capacidad volumétrica que alcanza los 440 L (15,5 pies cúbicos), es decir, cinco menos que el modelo anterior.
Inicialmente se ofrecía con la opción de acceso a gama 420i Coupé, con un cuatro cilindros de 1998 cm³ (2 L; 121,9 plg³) "TwinPower Turbo" que entrega 184 CV (181 HP; 135 kW) de potencia y 300 N·m (221 lb·pie) de par máximo, el cual está acoplado a una transmisión automática "Steptronic" de ocho velocidades que envía la potencia al eje trasero. En el siguiente nivel está el 430i Coupé también de gasolina con el mismo cuatro cilindros, pero con la potencia elevada hasta 258 CV (254 HP; 190 kW) y 400 N·m (295 lb·pie) de par máximo. La transmisión es también la misma Steptronic automática de ocho velocidades con tracción trasera. Después está la opción más potente de la gama, al menos excluyendo al M4, llamado M440i xDrive con un seis cilindros en línea de 1998 cm³ (2 L; 121,9 plg³) con una potencia de 374 CV (369 HP; 275 kW) y un par máximo de 500 N·m (369 lb·pie). También se tiene la transmisión automática ZF Steptronic de ocho velocidades, pero en este caso con tracción total "xDrive". Finalmente, la única variante turbodiésel disponible es el 420d Coupé, con un cuatro cilindros de 1995 cm³ (2 L; 121,7 plg³) diésel, que entrega 190 CV (187 HP; 140 kW) de potencia y 400 N·m (295 lb·pie) de par máximo, también con la misma transmisión automática Steptronic de ocho velocidades, disponible tanto con tracción trasera o total xDrive.
El acabado "M Sport" estaba disponible como alternativa, que incluye rasgos de estilo, tales como: grandes entradas de aire frontales, un prominente faldón trasero, suspensión específica, rines de aleación ligera "M" de 18 pulgadas (45,7 cm), detalles exteriores en "Cerium Grey" metalizado y diferentes elementos de confort y estilo en su interior. Se podía complementar este nivel con el paquete "M Sport Pro", cuyo equipamiento incluía elementos tales como: rines de aleación ligera "M" de 19 pulgadas (48,3 cm), transmisión Steptronic Sport de ocho velocidades, un alerón trasero, sonido deportivo en la cabina y, opcionalmente, un sistema de sonido Harman Kardon.
Los sistemas de seguridad y asistentes a la conducción incluían: el aviso de colisión frontal con frenada automática, aviso de salida de carril con retorno y el sistema de información de límites de velocidad. Estos son elementos de serie que, opcionalmente, se pueden complementar con el "Parking Assistant" y "Assistant Plus" con "Drive Recorder" que graba videos, el Head-Up Display y el "Live Cockpit Professional", entre otros. Las tecnologías de conectividad incluyen: Apple CarPlay, Android Auto, mapas, dos puertos USB y una interfaz Wifi, así como una tarjeta SIM incorporada con conectividad 4G LTE y un paquete de conexión profesional estándar.

### Cabriolet (G23)

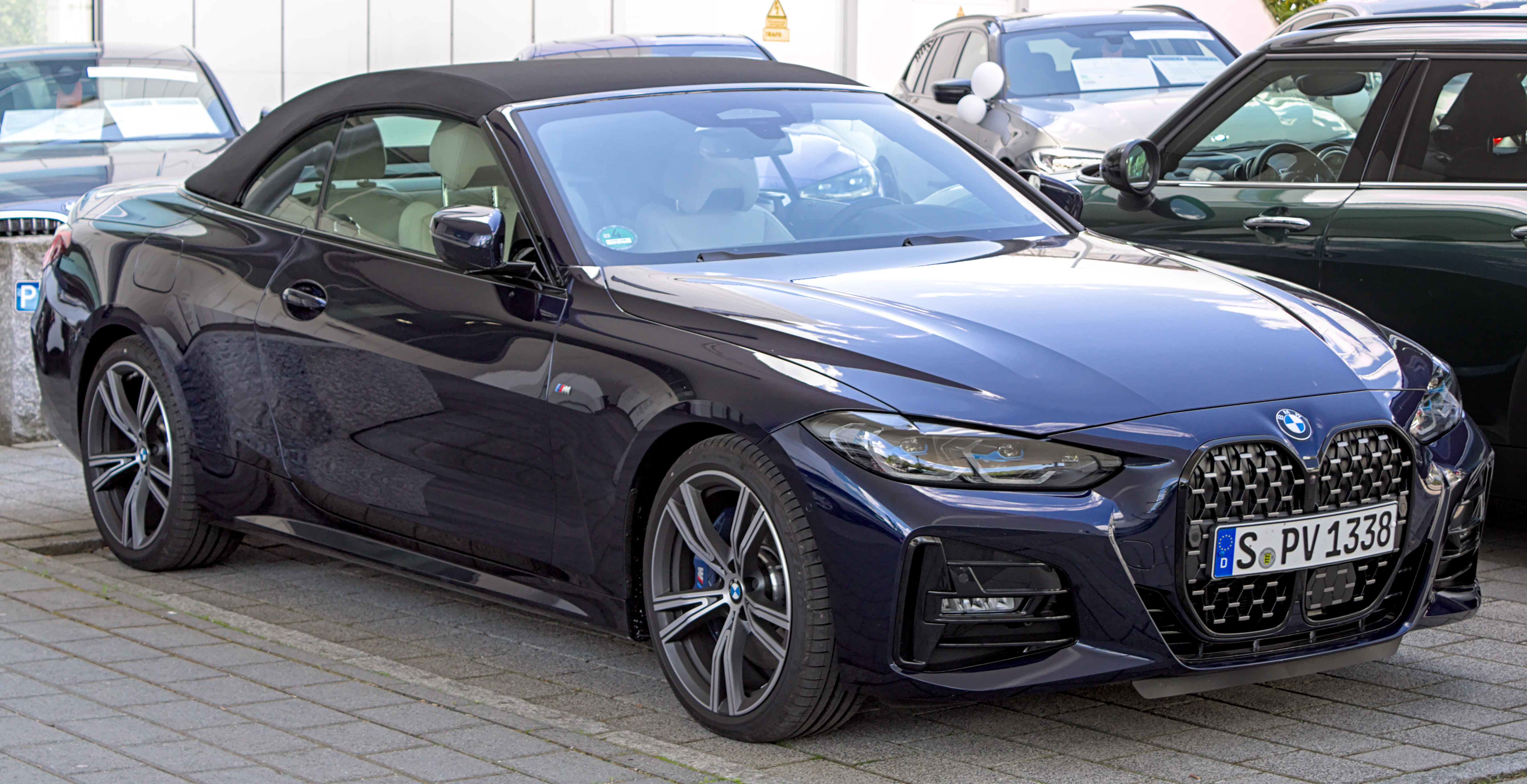
430i Cabrio

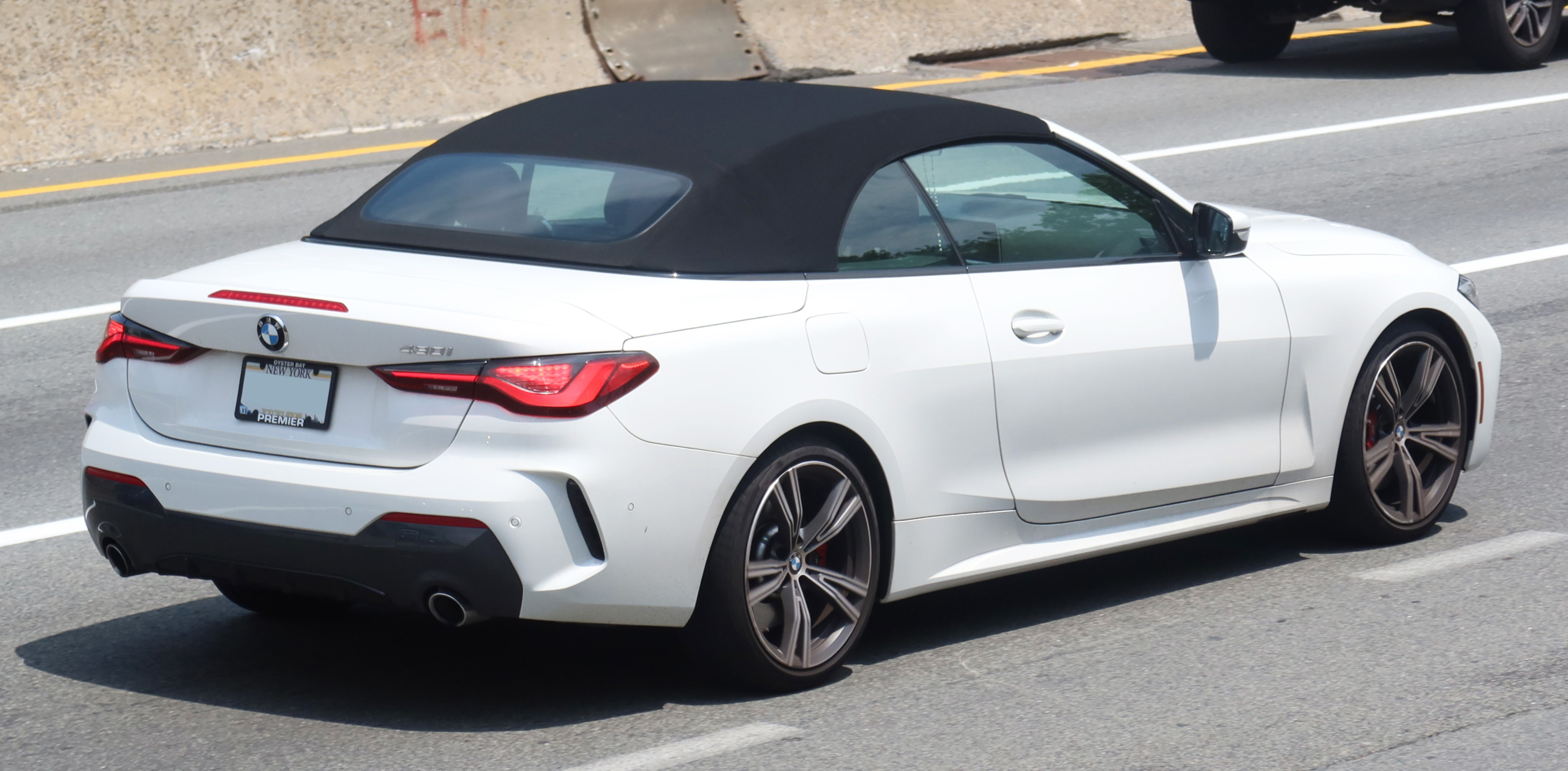
Vista lateral-trasera de un 430i Cabrio de 2021 en Flushing, Queens, Nueva York, en febrero de 2022

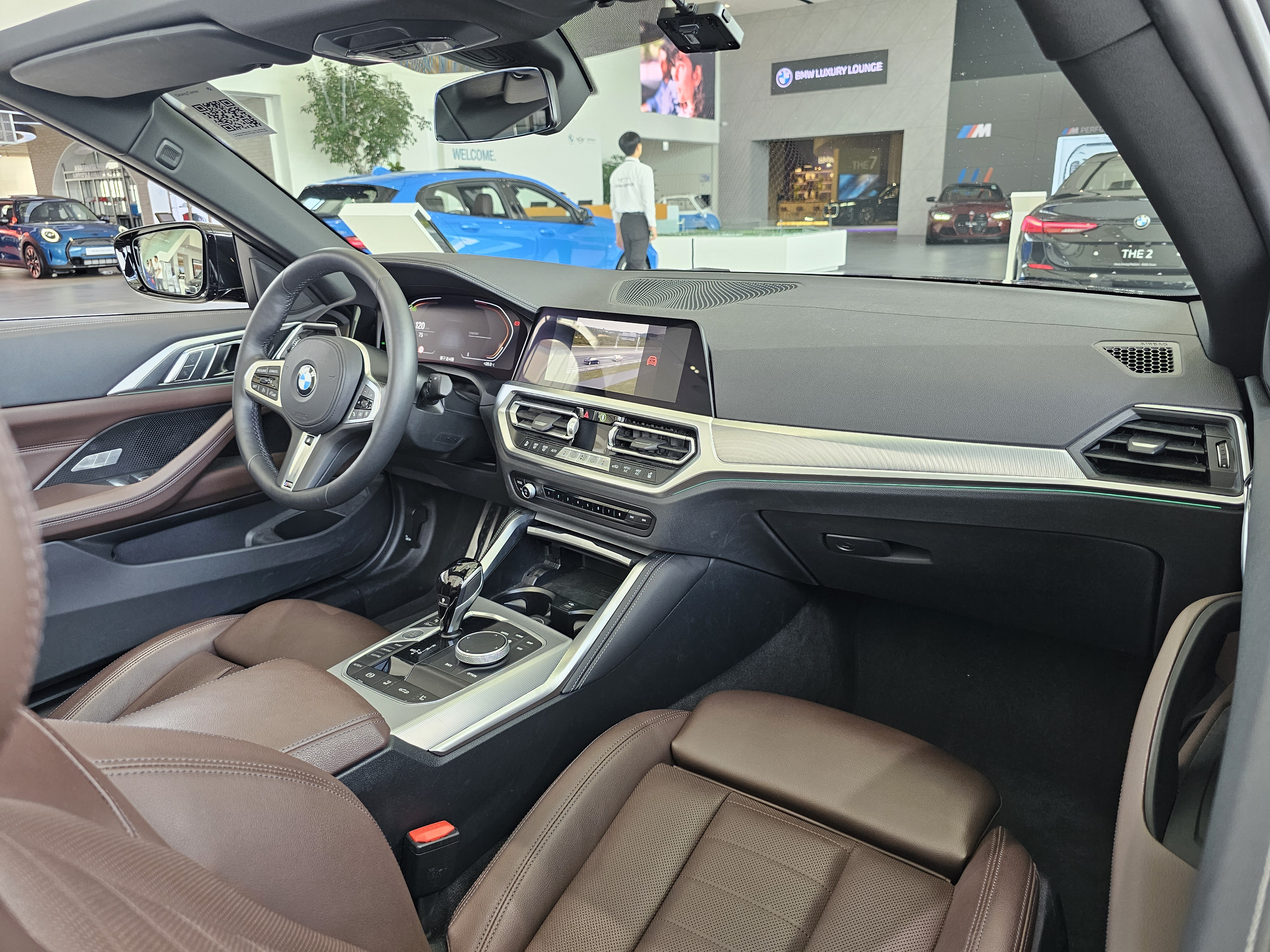
Interior de cuero "Mocha Vernasca" de un 420i M Sport

Es la versión descapotable con techo de lona y cuatro plazas. Comparado con el cupé es un poco más confortable en la suspensión, aunque menos ágil en las curvas, además de que en las plazas posteriores hay menos espacio y la cajuela es más reducida. La versiones de gasolina son: 420i con 184 CV (181 HP; 135 kW) con poco ruido y una aceleración normal, luego seguían el 430i con 258 CV (254 HP; 190 kW) y el M440i xDrive con 374 CV (369 HP; 275 kW). Las versiones Diésel eran el 420d con 190 CV (187 HP; 140 kW), el 430d con 286 CV (282 HP; 210 kW) y el M440d xDrive con 340 CV (335 HP; 250 kW). Desde julio de 2021 se añadía el M4 Cabrio Competition xDrive con 510 CV (503 HP; 375 kW).
Todos estaban equipados con la transmisión automática de ocho velocidades con convertidor de par, llamada "Steptronic". En la versión tope de gasolina con 374 CV (369 HP; 275 kW), opcionalmente se denominada "Steptronic Sport" con paletas de cambio detrás el volante y la función "M Sprint". Esta función reduce hasta la marcha más baja posible cuando el conductor tira de la leva izquierda durante un par de segundos aproximadamente. Con ello se ahorra tener que estar accionándola de manera repetida hasta llegar a la marcha más baja. La tracción es en las ruedas traseras o en las cuatro (xDrive).
Para accionar el techo eléctrico es a través de un mecanismo que necesita 18 segundos para plegarla o desplegarla por completo. Se puede realizar estando en circulación hasta una velocidad de 50 km/h (31 mph), siendo una gran mejora con respecto a la generación anterior con capota metálica, que necesitaba de 32 segundos y no ir a más de 15 km/h (9,3 mph), además de ser un 40% más ligera tratándose de una lona. Está fabricada con varias capas de material para aislar a los pasajeros y una ventana trasera de cristal enrasada en la capota. Al requerir de espacio adicional para guardar la capota de lona, la cajuela sufre una capacidad reducida a 300 L (10,6 pies cúbicos) con el techo plegado y un máximo de 385 L (13,6 pies cúbicos) si está sobre la carrocería. Para aumentar el espacio para transportar objetos, se pueden abatir los respaldos de la fila trasera.
Para compensar parte de la rigidez estructural que se pierde con respecto al cupé, se han añadido refuerzos tales como: un panel de aluminio por debajo de la defensa delantera y unos adicionales en la parte inferior de la carrocería. Debido a esto, el peso se incrementa dependiendo de la versión, cuyo mínimo es de 150 kg (331 libras) en el M440i xDrive, mientras que el máximo es de 170 kg (375 libras) en los 420d y 430i.
En su interior, los botones para accionar la capota y conectar el sistema "Air Collar" están en la consola central, detrás de la palanca de cambios. Con el techo cerrado sobre la carrocería, el acceso a las plazas trasera es un poco más difícil, ya que el espacio es más reducido con respecto del cupé. Por el contrario, con el techo abierto es más sencillo entrar. Hay 11 cm (4,3 pulgadas) menos de espacio para las piernas que en el cupé y 25 cm (9,8 pulgadas) menos de ancho. Además, no hay un reposabrazos central y los de las puertas son muy pequeños.

### Gran Coupé (G26)

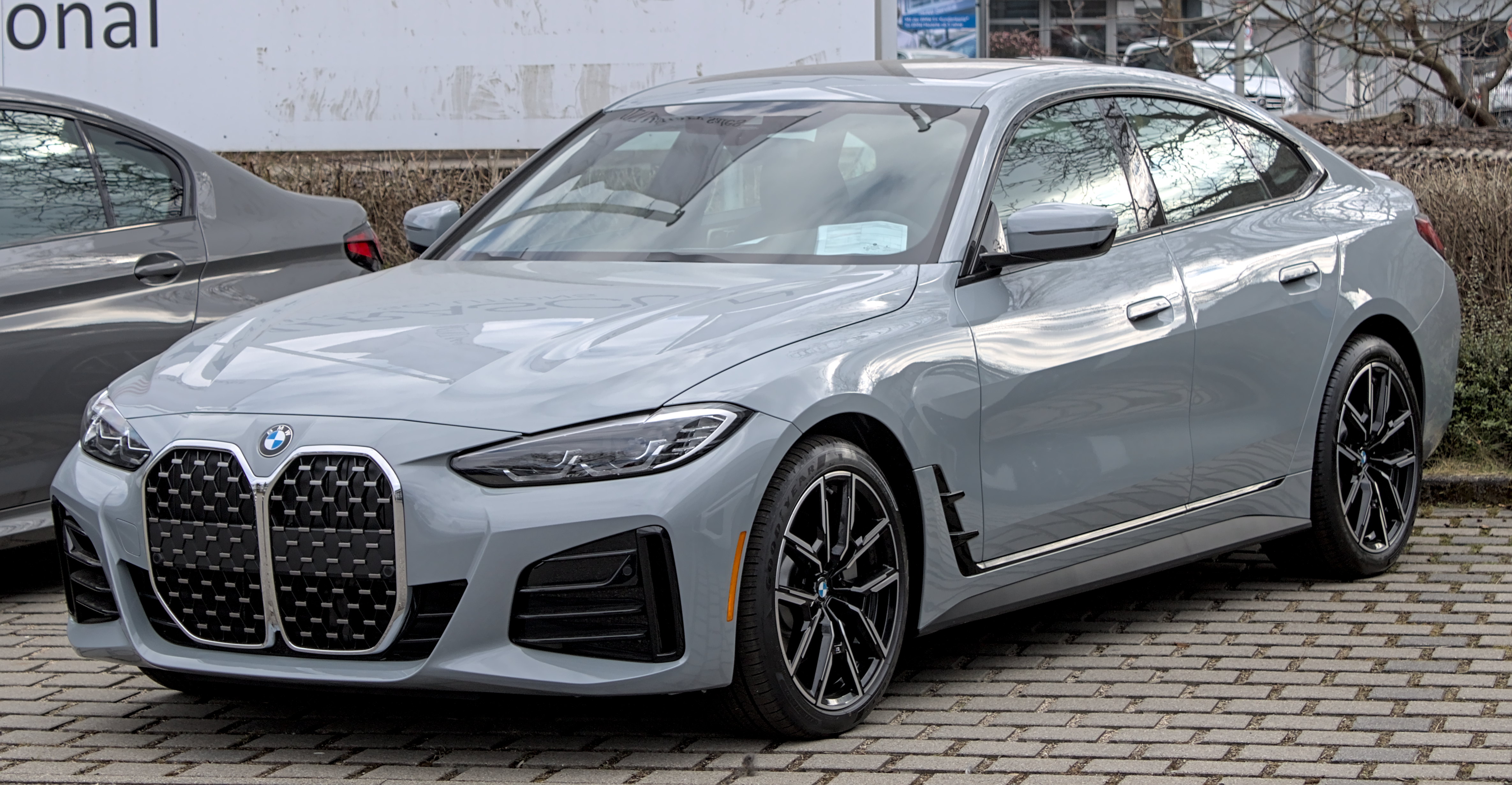
En Stuttgart-Vaihingen an der Enz

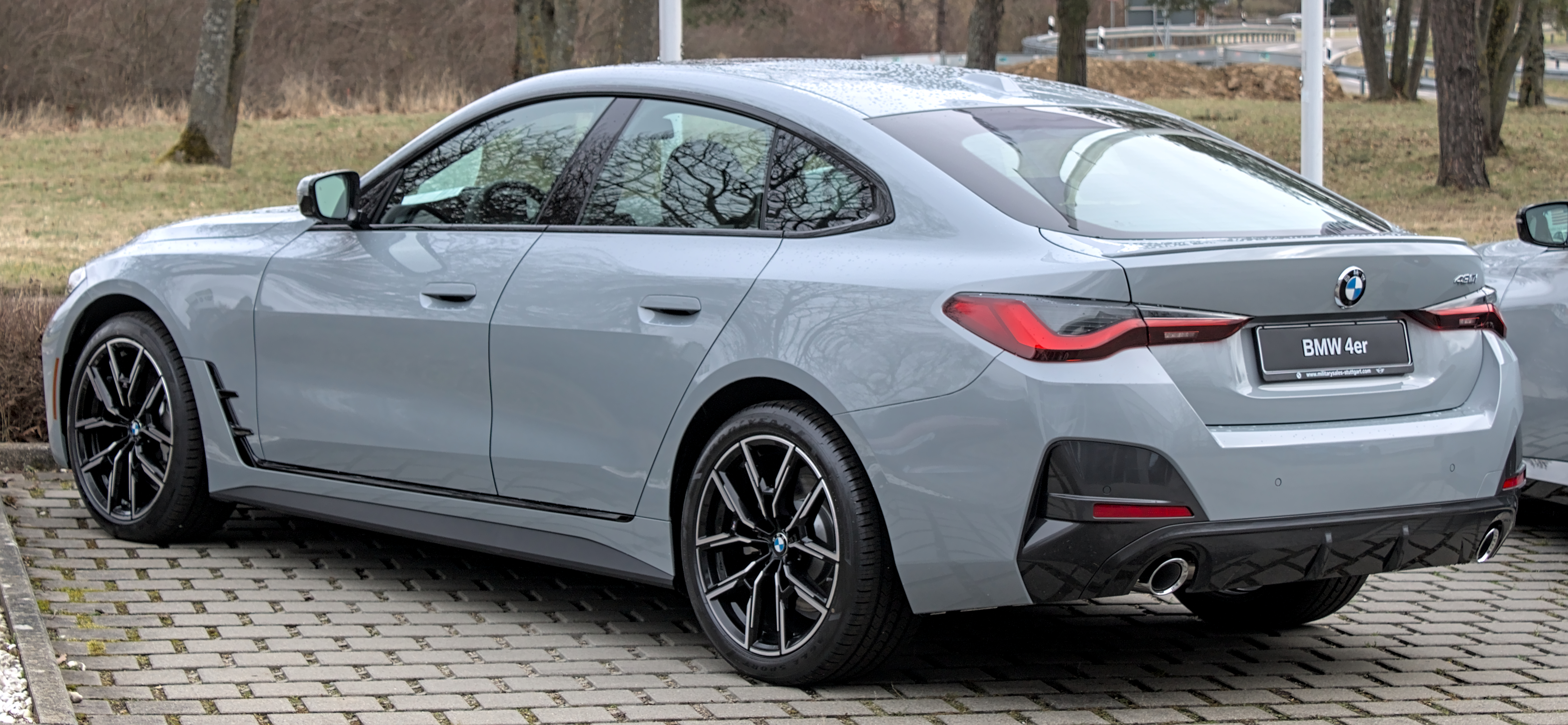
Vista lateral-trasera

Se distingue porque tiene cinco puertas y una silueta que, por la prominente caída que describe la parte posterior del techo, es parecida a la de un cupé. La versión de gasolina de acceso a la gama se ofrece con 184 CV (181 HP; 135 kW). Los niveles de equipamiento y motorizaciones son los mismos que en las otras dos versiones, todas acopladas a la transmisión automática "Steptronic" de ocho velocidades. Su cualidad más distintiva es el reparto de pesos cercano al 50% delantero y 50% trasero. Al menos con la suspensión opcional M Sport, es mucho más ágil en las curvas y permite mantener las inercias al ser firme y no incomoda en caminos sinuosos.
En su interior, el espacio de las plazas delanteras es el mismo que en el cupé y más que suficiente para dos adultos de estatura superior a la media, incluso con el techo solar. El lugar del piloto cuenta con un asiento muy bajo, unos pedales alejados del cuerpo y un volante muy cerca de la vertical. Las plazas traseras son mejores que las de la variante cupé, ya que el acceso es mucho más cómodo y sencillo, gracias a las dos puertas adicionales. De todas maneras, se debe tener precaución debido a que la caída del techo es muy pronunciada y tener cuidado de no golpear la cabeza contra el marco superior. Los asientos de los extremos tienen unos laterales muy prominentes y duros. El panel de instrumentos es similar al del resto de variantes. De serie, la pantalla del sistema multimedia es de 8,8 pulgadas (22,4 cm), mientras que la instrumentación es una convencional con una pequeña pantalla multifunción de 5,1 pulgadas (13,0 cm). Opcionalmente, se puede ordenar el sistema "Live Cockpit Professional", que incluye una pantalla de 10,25 pulgadas (26,0 cm) para el sistema de información y entretenimiento y otra de 12,3 pulgadas (31,2 cm) para la instrumentación.
La cajuela tiene 470 L (16,6 pies cúbicos) de capacidad, es decir, 10 L (0,4 pies cúbicos) menos que el de la generación anterior, aunque al abatir los respaldos de los asientos traseros, el volumen de carga puede aumentar hasta los 1290 L (45,6 pies cúbicos) quedando la superficie completamente plana. Para tener acceso a esta, es través de un portón con apertura automática que libera un hueco mayor que la tapa de las versiones cupé y Cabrio.
La plataforma sobre la que está construido es la misma que la del Serie 3, aunque se han hecho varias modificaciones para que su manejo sea distinto y un poco más preciso. Para esto, se ha rebajado el centro de gravedad, la vía del eje delantero más estrecho y la del trasero más ancho; también se ha modificado la caída negativa de las ruedas delanteras y se han añadido piezas de refuerzo para que la rigidez de la carrocería sea superior. Se ofrecen tres tipos de suspensión: la de serie, la opcional «M Sport», que incluye muelles y amortiguadores más firmes y otra opcional llamada "adaptativa M", con amortiguadores controlados electrónicamente. También se puede ordenar con una dirección con desmultiplicación variable y un sistema de frenos más potente, que incluye pinzas fijas de cuatro pistones en el eje delantero. Los rines de serie son de 17 a 18 pulgadas (43,2 a 45,7 cm), pero opcionalmente se pueden pedir de hasta 21 pulgadas (53,3 cm).

### M4

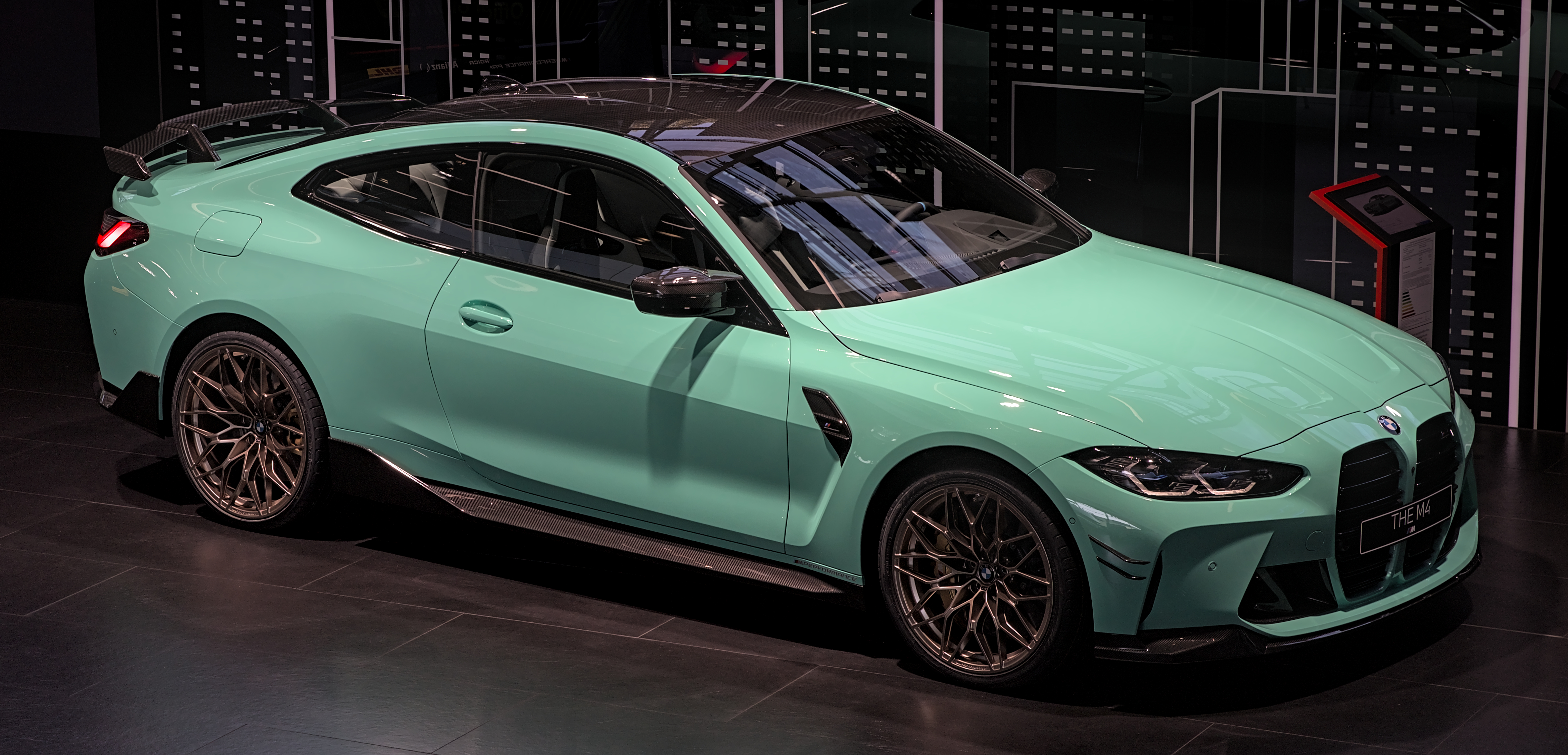
G82 en verde menta en el Salón del Automóvil de Fráncfort de 2021

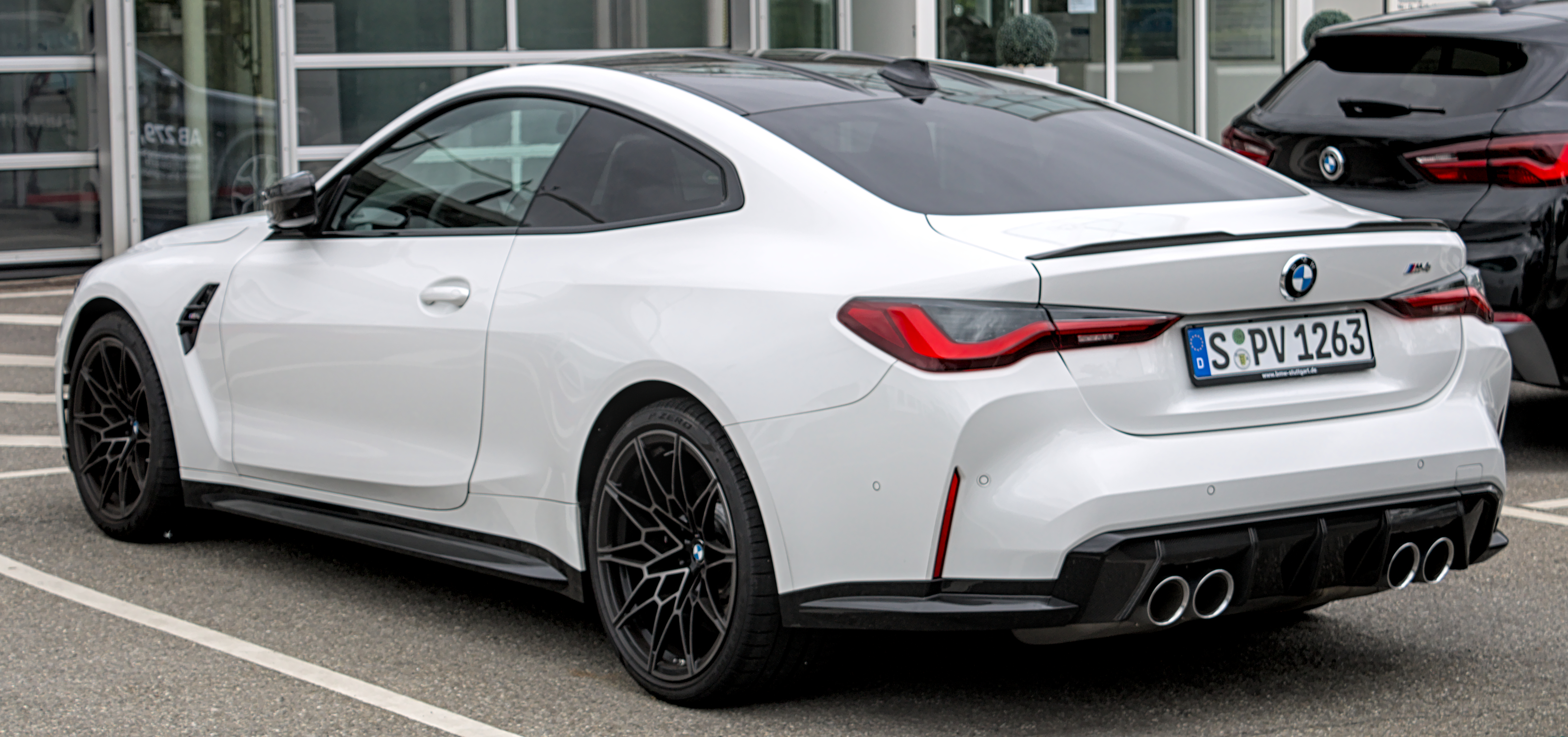
Vista lateral-trasera en Stuttgart-Vaihingen an der Enz

La segunda generación del M4, con nombre en código G82, se basa en gran medida en la Serie 4 estándar, siendo una versión de alto rendimiento de la G22 estándar. Las primeras unidades se ensamblaron en noviembre de 2020 y las entregas mundiales comenzaron a principios de 2021. Las mejoras más notables para el M4 2021 son un aumento a 480 CV (473 HP; 353 kW) y un par máximo de 550 N·m (406 lb·pie) con respecto a la generación anterior, así como la adopción de la parrilla de riñón doble de la Serie 4. Estaba equipado con un nuevo seis cilindros biturbo S58 de 2993 cm³ (3 L; 182,6 plg³), ofreciéndose con una transmisión manual tradicional de seis velocidades, o bien, con la opción de una automática de ocho velocidades con convertidor de par y control de lanzamiento. La tracción trasera es estándar, pero por primera vez se ofrecía la opción de tracción total. Con todo esto, su desempeño es de una aceleración de 0 a 60 mph (0 a 97 km/h) en 4.1 segundos y una velocidad máxima de 155 mph (249 km/h) o hasta 180 mph (290 km/h) cuando se selecciona el Paquete M Driver.
Un catálogo completo de piezas "M Performance" incluye amortiguadores adaptativos y sistemas de escape de titanio ligeros controlados eléctricamente. También se puede controlar el volumen del escape con el botón "M Sound".  Tiene frenos más robustos que las series 3 y 4 estándar y se pueden actualizar con un juego de tipo carbono-cerámicos. El M4 cupé que pesa 3830 libras (1737 kg), logra detenerse por completo desde 60 mph (97 km/h) en unos 104 pies (31,7 m). Tiene un techo de fibra de carbono para hacer que su chasis sea más rígido y baja el centro de gravedad, para reducir también la inclinación de la carrocería en curvas rápidas. Sus consumos se estiman en 18 mpgAm (13,1 L/100 km; 7,7 km/L) en ciudad y 25 mpgAm (9,4 L/100 km; 10,6 km/L) en carretera.
Su interior comparte diseño con los Serie 3 y Serie 4, pero con equipos y materiales inspirados en las carreras. El volante "M Sport" con costuras de color M y botones de modo de conducción M programables junto con un botón de arranque rojo. La palanca de cambios con insignia M y el acabado de fibra de carbono también vienen de serie. Se puede optar por los asientos deportivos con logotipos "M" incorporados junto con molduras de dos tonos, aunque con un costo adicional. Son mejores los asientos opcionales de cubo de fibra de carbono, mientras que los asientos estándar son cómodos y están forrados en cuero Merino de primera calidad. Cuenta con las mismas opciones de equipamiento que el resto de la gama, tales como: sistema de infoentretenimiento, asistencia "Intelligent Personal Assistant", sistema de sonido Harman Kardon, entre otros.
Al diseño exterior se le han realizado varios cambios, como las nuevas salpicaderas acampanadas que cubren los neumáticos más anchos, la parte delantera se rediseñó por completo y el negro utilizado para las inserciones de la parrilla es una gran mejora visual, además de un cofre muy esculpido. En la parte trasera están: el difusor, puntas de escape de 4 pulgadas (10,2 cm) y un alerón de labios. Un paquete opcional de carbono "M", agrega fibra de carbono en las tomas de aire delanteras, el difusor trasero, las tapas de los retrovisores exteriores y el alerón trasero.

#### M4 Competition

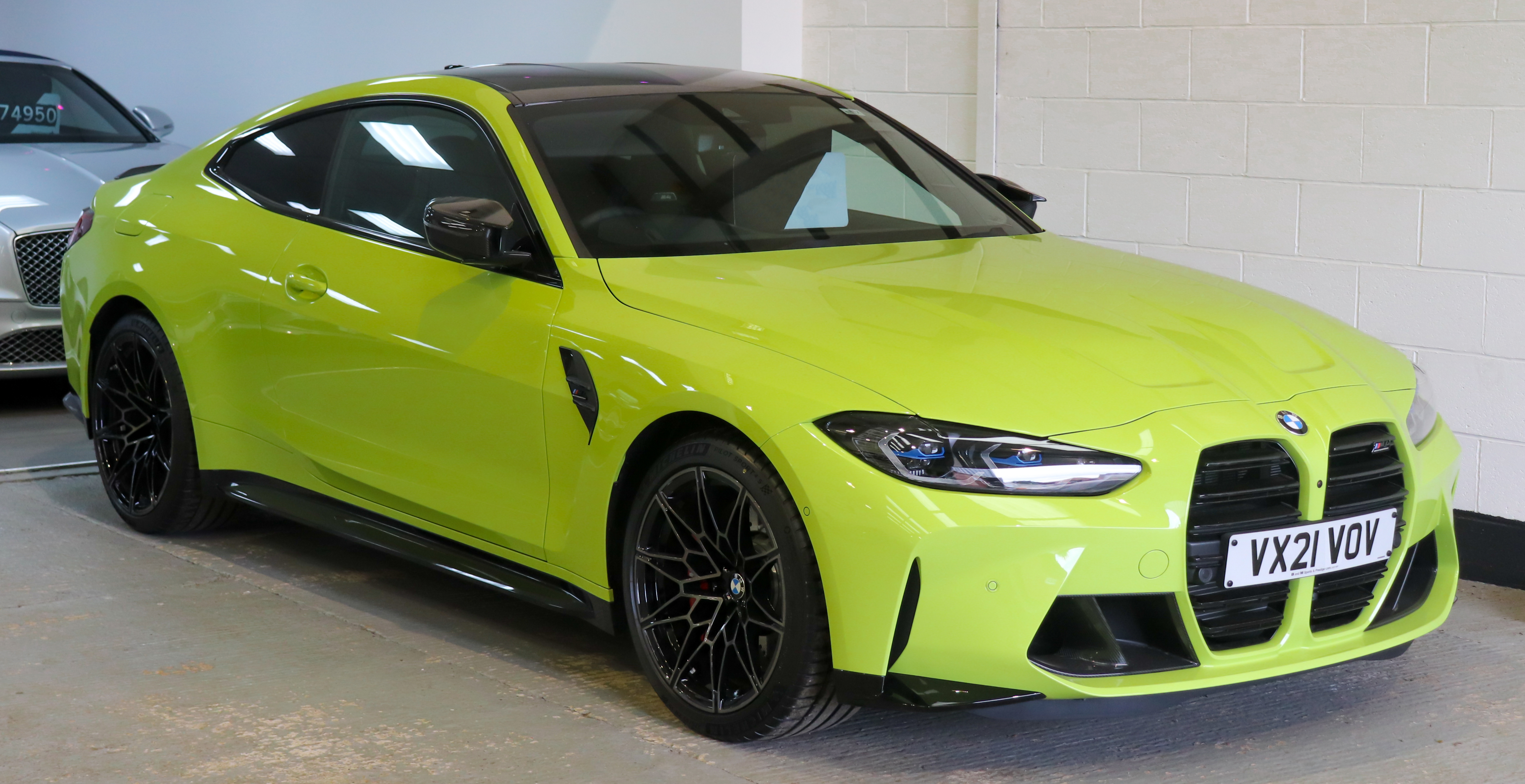
3.0 automático de 2021

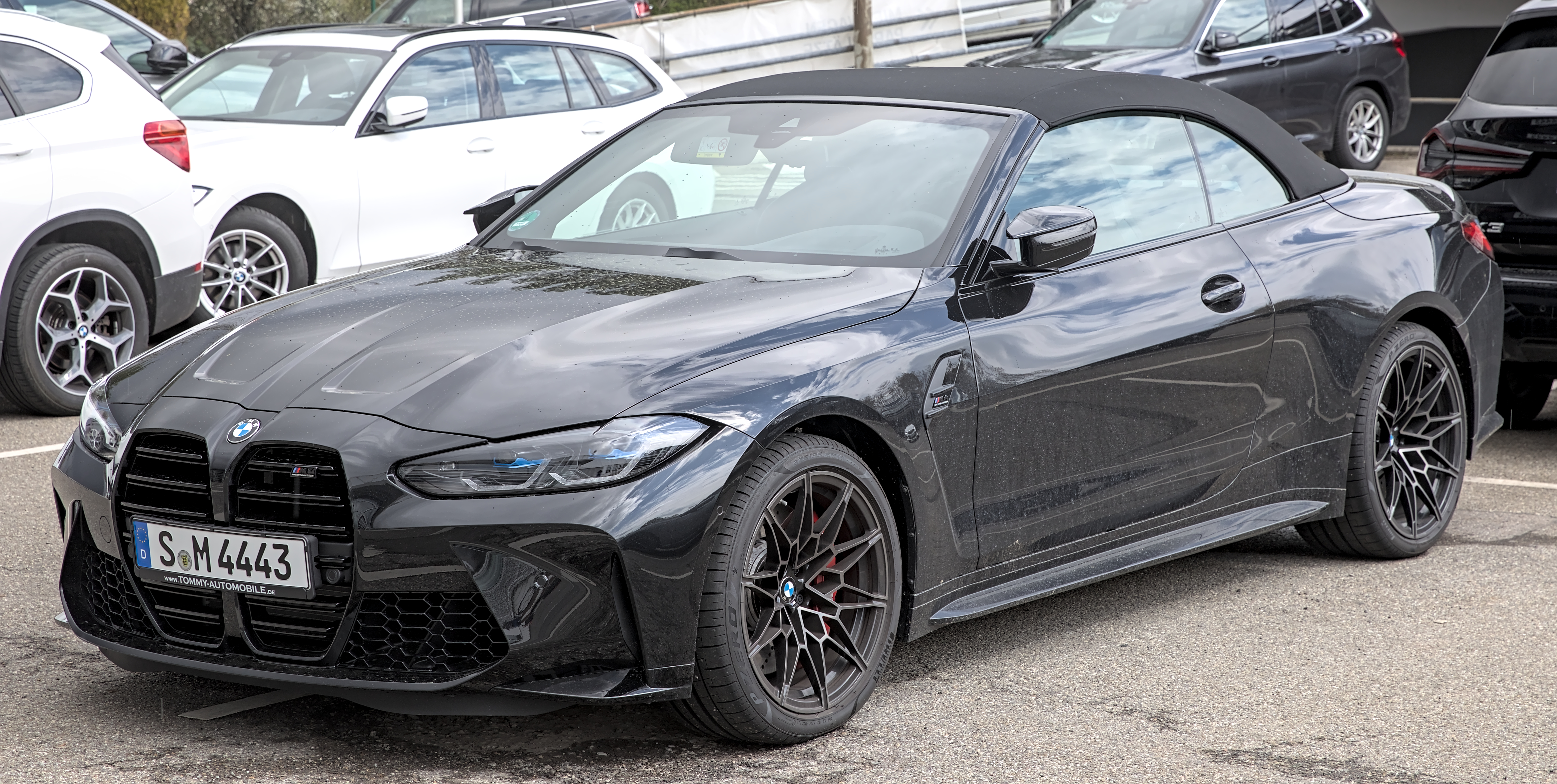
Cabrio (G83) xDrive

Cuenta con exclusivas tonalidades de pintura exterior, grandes rines de aleación "M", un paquete opcional exterior "M Carbon" y una amplia gama de accesorios M Performance. Tiene un acabado negro con grandes tomas de aire adicionales a los lados de la parrilla, con las distintivas barras dobles "M" colocadas horizontalmente que incluyen el emblema de la marca, mientras que los pasos de rueda han sido ensanchados en 178 mm (7 pulgadas), las defensas personalizados con nuevas tomas de aire y el cofre modificado a la medida.
El seis cilindros en línea biturbo de 2993 cm³ (3 L; 182,6 plg³), ofrece un incremento de potencia a 510 CV (503 HP; 375 kW) a las 6250 rpm y 650 N·m (479 lb·pie) de par máximo, disponibles entre las 2750 y 5500 rpm. De serie en cualquiera de sus versiones, su velocidad máxima es de 250 km/h (155 mph), mientras que con el paquete "M Race Track" se elimina el límite electrónico y se reduce el peso en 25 kg (55 libras), con lo que logra llegar a los 290 km/h (180 mph). Acelera de 0 a 100 km/h (0 a 62 mph) en 3.9 segundos.
Las mejoras exteriores incluyen: nuevas salidas de aire detrás de las salpicaderas delanteras, juegos de rines más agresivos, faldones laterales distintivos y la parte trasera revisada con un gran alerón fijo. Hay tres colores nuevos: amarillo São Paulo, rojo Toronto metalizado y verde Isla de Man metalizado, además del blanco Alpine, el negro Sapphire metalizado, el gris Skyscraper metalizado, gris Brooklyn metalizado y azul Portimão metalizado. Fuera de esta selección se puede pedir una personalización de color a través del programa Individual, que incluye algunos tonos mate. Los rines son de aleación de aluminio forjado. De serie, en la versión de tracción trasera, las delanteros son de medidas 275/40 ZR 18 pulgadas (45,7 cm) y las traseras de 285/35 ZR 19 pulgadas (48,3 cm). En la versión de tracción total, las de serie delanteras son 275/35 ZR 19 pulgadas (48,3 cm) y las traseras 285/30 ZR 20 pulgadas (50,8 cm), estando disponibles como opción para la versión de tracción trasera. Está equipado con frenos de disco "M Compound" de 380 mm (15,0 pulgadas) y pinzas de seis pistones en el eje delantero, mientras que en el trasero son de 370 mm (14,6 pulgadas). Las pinzas puedan ir pintadas en tres colores y, opcionalmente, están disponibles los "M Carbon", con pinzas doradas y los modos de funcionamiento del pedal Comfort y Sport.
En su interior hay detalles a destacar, como los botones rojos en el volante, iluminación en el pomo del selector de marchas, tapicería del techo y de los asientos con diferentes tipos de cuero, tanto por calidad como por colores, molduras personalizables y asientos traseros específicos con los contornos más prominentes. Los asientos delanteros son deportivos "M", los cuales tienen calefacción y, opcionalmente, ventilación. Los de tipo baquet "M Bucket" sujetan mejor el cuerpo, los cuales son de estructura de fibra de carbono para reducir el peso en 9,6 kg (21,2 libras) aproximadamente, aunque están disponibles con un costo adicional.

#### M4 CSL

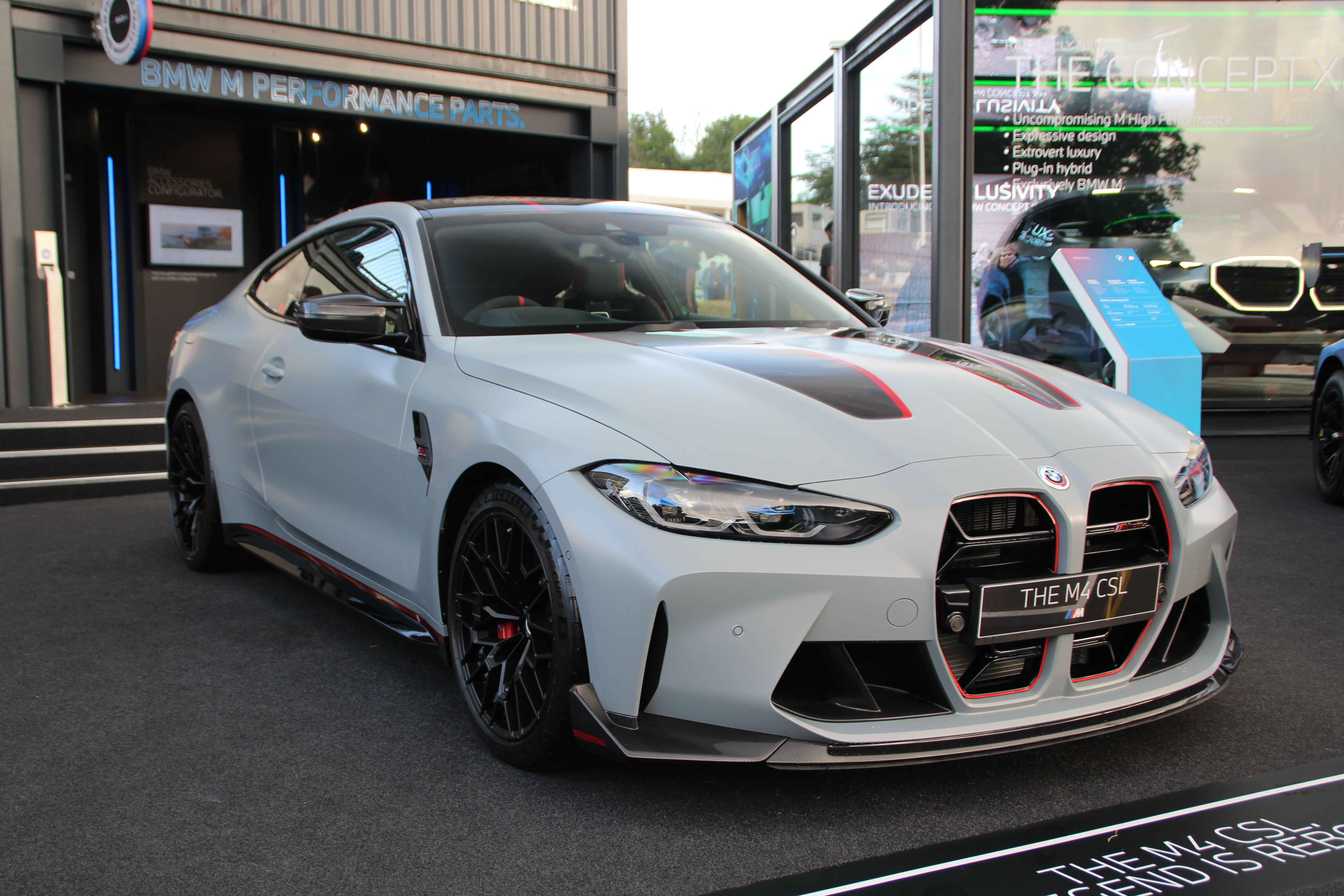
En el Festival de la Velocidad de Goodwood de 2022

Se trata de una edición limitada a 1000 unidades, cuya producción comenzaría en julio de 2022. Esta versión especial tiene solamente dos asientos, es más potente con 550 CV (542 HP; 405 kW) y 100 kg (220 libras) más ligero. Sus siglas o acrónimo significan: "Competition Sport Lightweight" ("Deportivo de Competición Ligera"), debido a que nació para competir en el Campeonato Europeo de Turismos en 1973. Acelera de 0 a 100 km/h (0 a 62 mph) en 3.7 segundos y de 0 a 200 km/h (0 a 124 mph) en 10.7 segundos. El par máximo es el mismo, pero a un rango más amplio de 2750 a 5950 rpm. Para lograr ese incremento, se ha aumentado la presión de las turbinas de 1,7 a 2,1 bares (24 a 30 psi) (167 a 206 kPa). En este caso no hay opción xDrive de tracción total, por lo que únicamente estaba disponible con tracción trasera y acoplado a la transmisión automática de ocho velocidades "M Steptronic" con convertidor de par.
La rigidez del chasis ha sido aumentada, gracias a una pieza de refuerzo encima del motor, que en vez de acero es de aluminio fundido con un diseño distinto al del M4 convencional. Los soportes del motor y la transmisión son más firmes. La suspensión con amortiguadores de control electrónico, tiene nuevos ajustes que bajan 8 mm (0,31 pulgadas) la carrocería respecto al M4 Competition. Los neumáticos específicos a la medida son de 275/35 ZR19 pulgadas (48,3 cm) en el eje delantero y 285/30 ZR20 pulgadas (50,8 cm) en el trasero.
Para reducir el peso, se han cambiado los asientos delanteros por unos de tipo baquet con la estructura de componentes de plástico reforzado con fibra de carbono (PRFC); se han eliminado los asientos traseros; se han instalado frenos carbono-cerámicos, rines de aleación ligera con muelles y puntales de suspensión, emplear material aislante más ligero, se ha cambiado el silenciador por uno de titanio, entre otros.
El color de la carrocería era Frozen Brooklyn Grey metalizado (gris), aunque opcionalmente también estaba disponible en Alpine White (blanco) o Black Sapphire metalizado (negro zafiro).

#### 3.0 CSL

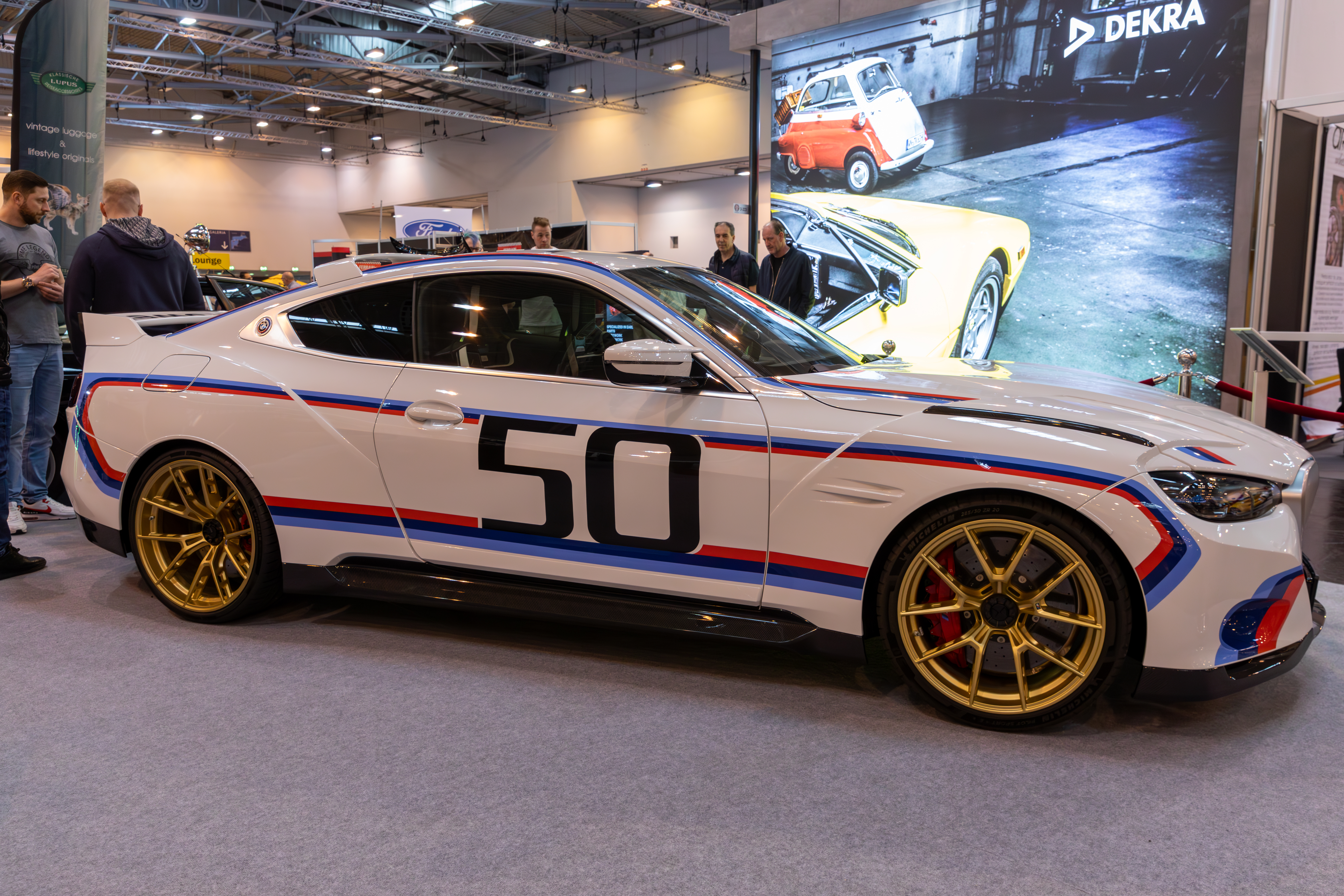
"Hommage" del modelo original de 1972 en Techno-Classica de 2024 en Essen, Alemania.

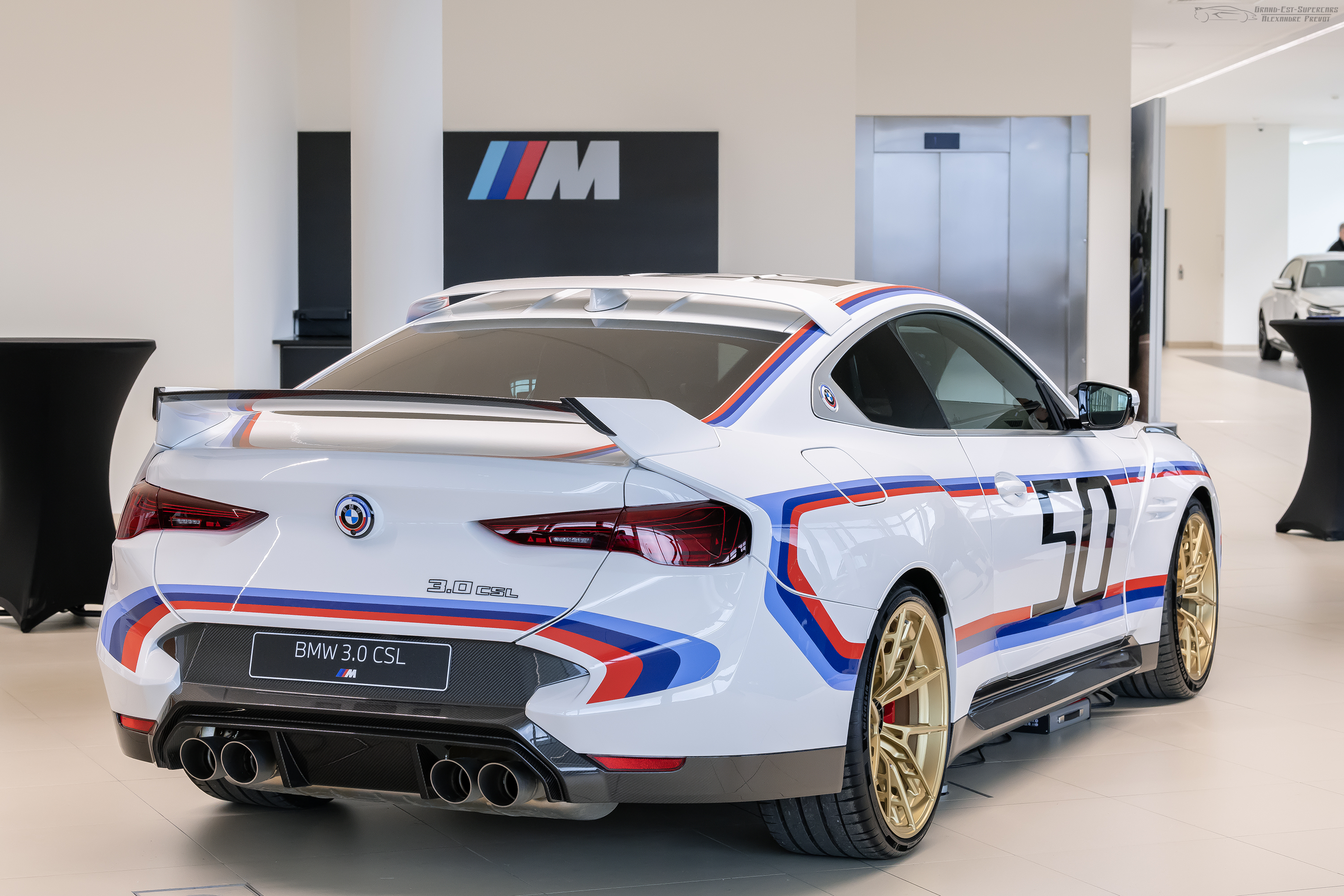
Vista trasera.

La división deportiva "M" presentó el 24 de noviembre de 2022 el 3.0 CSL, siendo una edición limitada a solamente 50 unidades y que cerrarán los festejos por los 50 años de historia de BMW M. Su nombre es un homenaje al 3.0 CSL de 1973, también conocido como el famoso "Batimóvil" E9 de BMW: un "Homologation Special" nacido para cumplir con las normativas del Campeonato Europeo de Turismo. El nombre identifica a su filosofía "Coupe, Sport, Leichtbau" ("Cupé, Deportivo, Ligero").
Comparte numerosos componentes con el M4 cupé, aunque tiene muchas piezas desarrolladas de manera exclusiva para esta serie especial. El principal cambio está en el ya conocido seis cilindros en línea, que desarrolla una potencia de 560 CV (552 HP; 412 kW) y 550 N·m (406 lb·pie) de par máximo. La reducción en este último se debe a un cambio en la transmisión, ya que se le ha instalado con una manual de seis velocidades con tracción trasera. Tiene un consumo combinado de 11 L/100 km (9,1 km/L; 21,4 mpgAm) y unas emisiones de CO2 también combinadas de 249 g (8,8 onzas)/km, según el ciclo WLTP.
La producción de todos los coches duraría unos tres meses en la fábrica de Dingolfing. Los exclusivos componentes interiores de plástico reforzado con fibra de carbono (CFRP) se fabrican a mano tanto en Múnich como en la fábrica de componentes en Landshut. Debido a la complejidad de los procesos en la fábrica, cada uno de ellos pasa por ocho ciclos de montaje en otras estaciones de producción, un procedimiento que dura hasta 10 días en total. Se ha sometido a exhaustivas pruebas aerodinámicas, dedicándole unas 200 horas de trabajo para optimizar el flujo de aire y el equilibrio aerodinámico del coche, incluyendo 50 horas en el túnel de viento del Centro de Pruebas Aerodinámicas.
Tiene montados rines forjados de aleación ligera con diseño de radios en "Y" de 20 pulgadas (50,8 cm) en el eje delantero y de 21 pulgadas (53,3 cm) en el trasero, con neumáticos Michelin desarrollados exclusivamente para este modelo y el número 50 grabado en los flancos. Otro detalle de los años 1970 son los dos logotipos de BMW situados en el pilar "C", directamente detrás de la contra curva de la ventanilla lateral, conocida como "curva Hofmeister". Los frenos de disco carbono-cerámicos ofrecen unas potentes prestaciones, una estabilidad optimizada en el desvanecimiento, una extraordinaria estabilidad térmica y una resistencia al desgaste extremadamente alta. Combina pinzas fijas de seis pistones de 400 x 38 mm (15,7 x 1,5 pulgadas) en el eje delantero y de un pistón de 380 x 28 mm (15,0 x 1,1 pulgadas) en el trasero pintadas en rojo.

### i4 (G26)

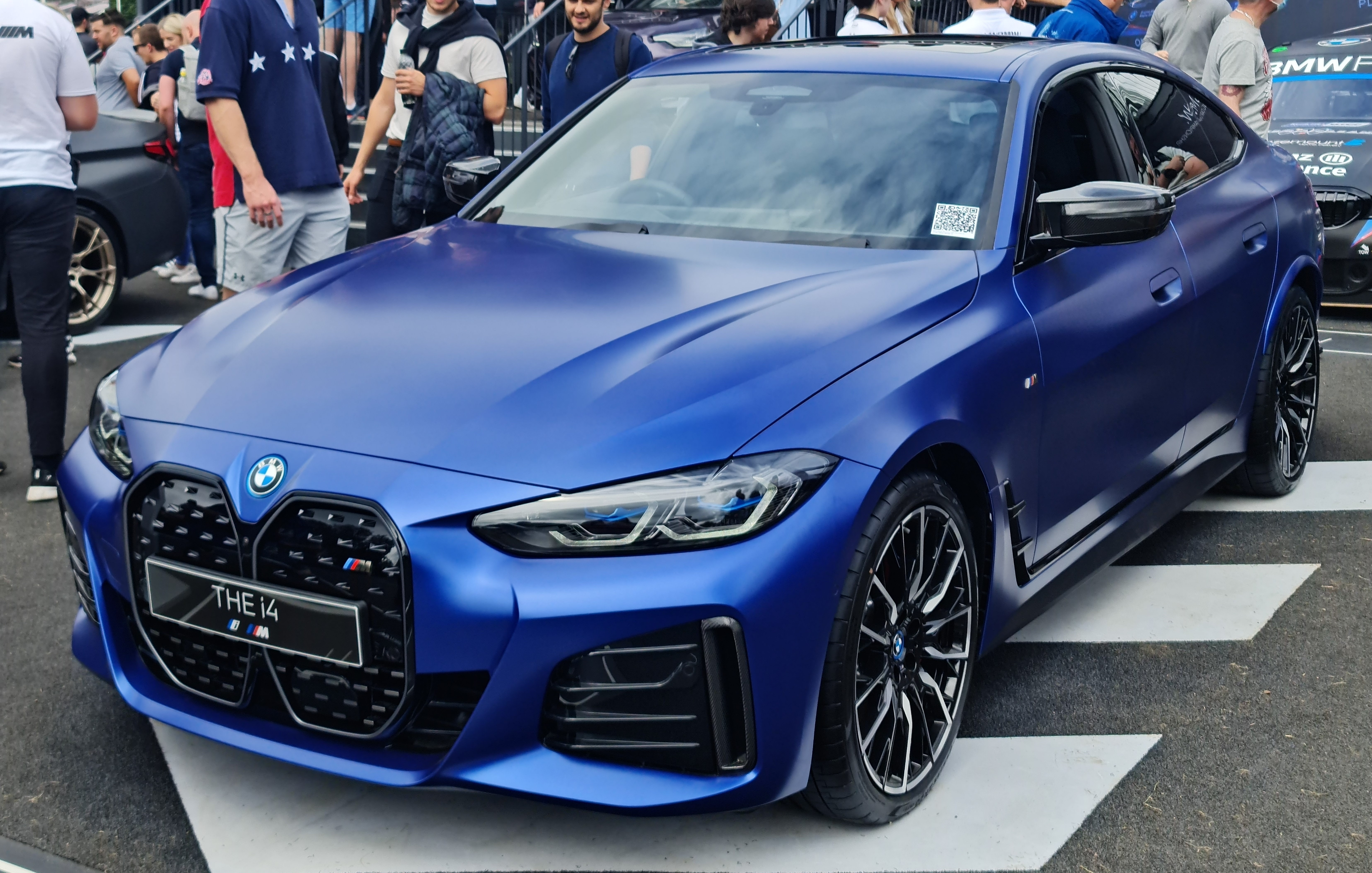
M50 en el Festival de la Velocidad de Goodwood de 2021

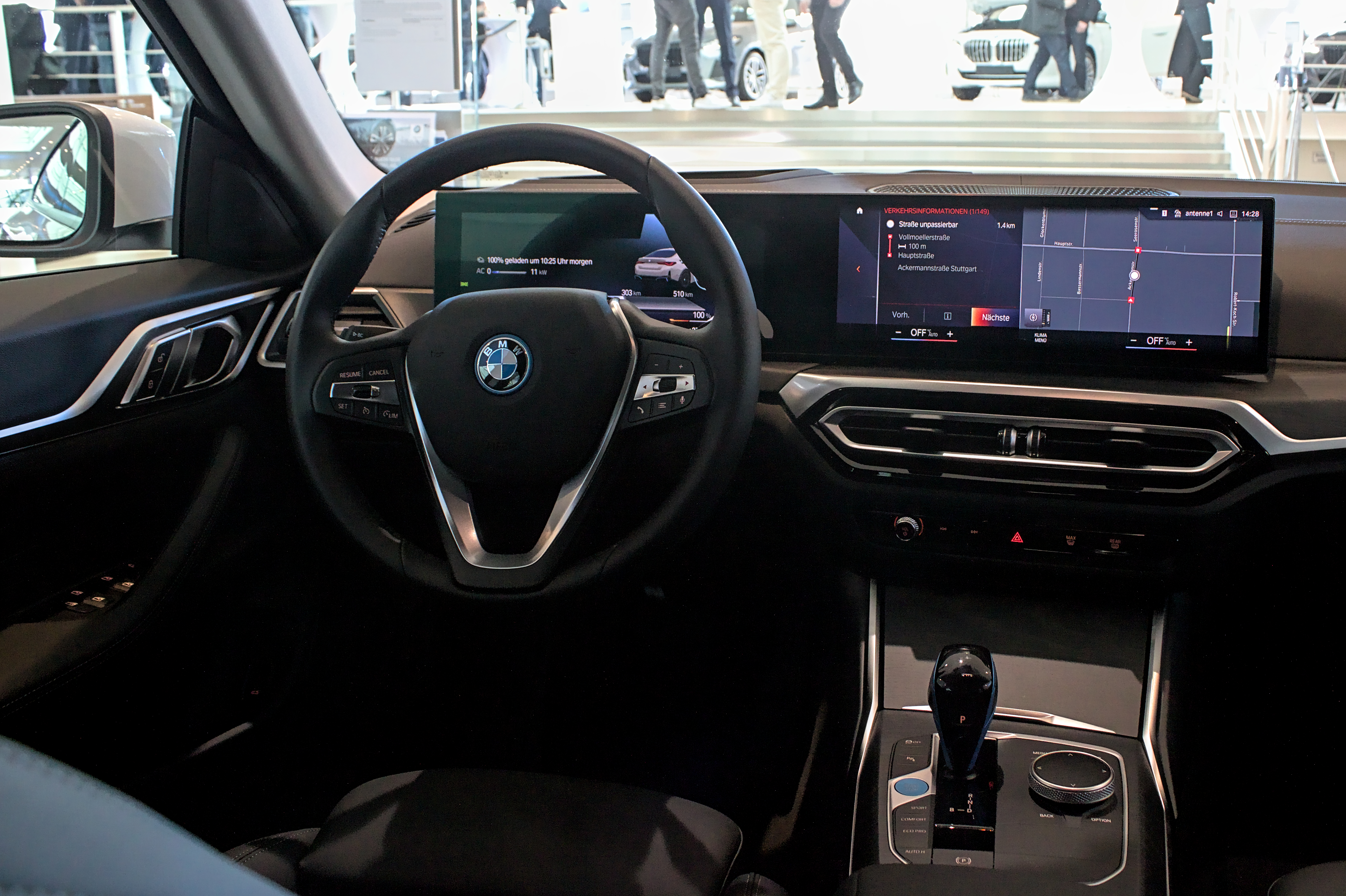
Interior en Stuttgart-Vaihingen en febrero de 2022

Es un Gran Coupé con motor eléctrico y batería. Está disponible en tres versiones: eDrive40 de tracción trasera con 340 CV (335 HP; 250 kW); M50 de tracción total con 544 CV (537 HP; 400 kW) que no siempre están disponibles; y la menos potente eDrive35 de tracción trasera con 286 CV (282 HP; 210 kW), la cual monta una batería de 70,2 kWh (253 MJ), en vez de la de 80,7 kWh (291 MJ). Los eDrive35 y eDrive40 tienen un único motor colocado por debajo de la cajuela que mueve las ruedas traseras, mientras que el M50 tiene uno delantero y otro trasero. En los modos ECO PRO y COMFORT, el M50 desarrolla 476 CV (469 HP; 350 kW). Para el máximo potencial hay que seleccionar el modo SPORT, que activa la función "Sport Boost". La autonomía homologada del eDrive40 es de 589 km (366 millas), mientras que la del M50 es de 520 km (323 millas) y la del eDrive35 de 483 km (300 millas). La versión M50 tiene algunos componentes para darle un manejo más preciso y deportivo, ya que en la suspensión McPherson delantera y multibrazo trasera, los cojinetes elásticos son diferentes. Además, lleva de serie el llamado "tren de rodaje adaptativo M", que incluye unos amortiguadores de dureza regulable.
El interior  tiene un diseño clásico, cuyo panel de instrumentos se parece mucho al del Gran Coupé, pero hay diferencias importantes en las pantallas y el sistema multimedia. El cuadro de instrumentos es una pantalla de 12,3 pulgadas (31,2 cm) que, visualmente, está unida con una ligera curvatura con la pantalla de 14,9 pulgadas (37,8 cm) del sistema multimedia. También hay un botón para arrancar el motor, una palanca para seleccionar la marcha y muchos botones en la consola. Los materiales de recubrimiento tienen mejor presencia y tacto y el encaje de las piezas es más firme y preciso. Hay muy poco plástico negro brillante y los numerosos botones y mandos se sienten sólidos al presionarlos. La cajuela tiene un volumen de 470 L (16,6 pies cúbicos).
Los rines de serie son de 17 pulgadas (43,2 cm) en el eDrive40 y de 18 pulgadas (45,7 cm) en el M50. Sin embargo, en ambas versiones estaban disponibles unas de hasta 20 pulgadas (50,8 cm) de medidas 255/35 para el eje delantero y 285/30 R20 para el trasero. Los frenos de serie cuentan con pinzas fijas de cuatro pistones delanteros y flotantes de un pistón traseros y, opcionalmente, los delanteros podían ser unos discos más grandes de 374 mm (14,7 pulgadas).

### Motorizaciones
| Motores de gasolina                                                                   | Motores de gasolina      | Motores de gasolina | Motores de gasolina         | Motores de gasolina            | Motores de gasolina | Motores de gasolina    | Motores de gasolina                     | Motores de gasolina                  | Motores de gasolina                      | Motores de gasolina                  |
| Variantes                                                                             | Código de identificación | Tipo de motor       | Aspiración                  | Diámetro x carrera             | Cilindrada          | Relación de compresión | Potencia máxima                         | Par máximo                           | Aceleración de 0 a 100 km/h (0 a 62 mph) | Consumo combinado                    |
| ------------------------------------------------------------------------------------- | ------------------------ | ------------------- | --------------------------- | ------------------------------ | ------------------- | ---------------------- | --------------------------------------- | ------------------------------------ | ---------------------------------------- | ------------------------------------ |
| 420i                                                                                  | B48B20                   | 4 en línea          | Turbo twin-scroll           | 82 x 94,6 mm (3,23 x 3,72 plg) | 1998 cm³ (2 L)      | 11.0:1                 | 184 CV (181 HP; 135 kW) @ 5000-6500 rpm | 300 N·m (221 lb·pie) @ 1350-4000 rpm | 7.5 segundos                             | 5,3 L/100 km (18,9 km/L; 44,4 mpgAm) |
| 430i                                                                                  | B48B20                   | 4 en línea          | Turbo twin-scroll           | 82 x 94,6 mm (3,23 x 3,72 plg) | 1998 cm³ (2 L)      | 10.2:1                 | 258 CV (254 HP; 190 kW) @ 5000-6500 rpm | 400 N·m (295 lb·pie) @ 1550-4400 rpm | 5.8 segundos                             | 5,7 L/100 km (17,5 km/L; 41,3 mpgAm) |
| M440i xDrive Gran Coupe                                                               | B58B30                   | 6 en línea          | Turbo twin-scroll           | 82 x 94,6 mm (3,23 x 3,72 plg) | 2998 cm³ (3 L)      | 10.2:1                 | 374 CV (369 HP; 275 kW) @ 5500-6500 rpm | 500 N·m (369 lb·pie) @ 1900-5000 rpm | 4.7 segundos                             | 8 L/100 km (12,5 km/L; 29,4 mpgAm)   |
| M4                                                                                    | S58D30                   | 6 en línea          | Biturbo                     | 84 x 90 mm (3,31 x 3,54 plg)   | 2993 cm³ (3 L)      | 9.3:1                  | 480 CV (473 HP; 353 kW) @ 6250-7000 rpm | 550 N·m (406 lb·pie) @ 2650-6130 rpm | 4.2 segundos                             | 10,8 L/100 km (9,3 km/L; 21,8 mpgAm) |
| M4 Competition                                                                        | S58D30                   | 6 en línea          | Biturbo                     | 84 x 90 mm (3,31 x 3,54 plg)   | 2993 cm³ (3 L)      | 9.3:1                  | 510 CV (503 HP; 375 kW) @ 6250-7200 rpm | 650 N·m (479 lb·pie) @ 2750-5500 rpm | 3.9 segundos                             | 10,2 L/100 km (9,8 km/L; 23,1 mpgAm) |
| M4 CSL                                                                                | S58D30                   | 6 en línea          | Biturbo                     | 84 x 90 mm (3,31 x 3,54 plg)   | 2993 cm³ (3 L)      | 9.3:1                  | 550 CV (542 HP; 405 kW) @ 6250 rpm      | 650 N·m (479 lb·pie) @ 2750-5950 rpm | 3.7 segundos                             | 9,9 L/100 km (10,1 km/L; 23,8 mpgAm) |
| Motores diésel (todos de inyección directa common-rail y turbodiésel con intercooler) |                          |                     |                             |                                |                     |                        |                                         |                                      |                                          |                                      |
| 420d                                                                                  | B47D20                   | 4 en línea          | Turbo de geometría variable | 84 x 90 mm (3,31 x 3,54 plg)   | 1995 cm³ (2 L)      | 16.5:1                 | 190 CV (187 HP; 140 kW) @ 4000 rpm      | 400 N·m (295 lb·pie) @ 1750-2500 rpm | 7.1 segundos                             | 3,9 L/100 km (25,6 km/L; 60,3 mpgAm) |
| 430d xDrive                                                                           | B57D30                   | 6 en línea          | Turbo de geometría variable | 84 x 90 mm (3,31 x 3,54 plg)   | 2993 cm³ (3 L)      | 16.5:1                 | 286 CV (282 HP; 210 kW) @ 4000 rpm      | 650 N·m (479 lb·pie) @ 1500-2500 rpm | 5.1 segundos                             | 4,8 L/100 km (20,8 km/L; 49,0 mpgAm) |
| M440d xDrive Cabrio                                                                   | B57D30                   | 6 en línea          | Turbo de geometría variable | 84 x 90 mm (3,31 x 3,54 plg)   | 2993 cm³ (3 L)      | 16.5:1                 | 340 CV (335 HP; 250 kW) @ 4000-4400 rpm | 700 N·m (516 lb·pie) @ 1750-2250 rpm | 5.0 segundos                             | 6 L/100 km (16,7 km/L; 39,2 mpgAm)   |

## En competición

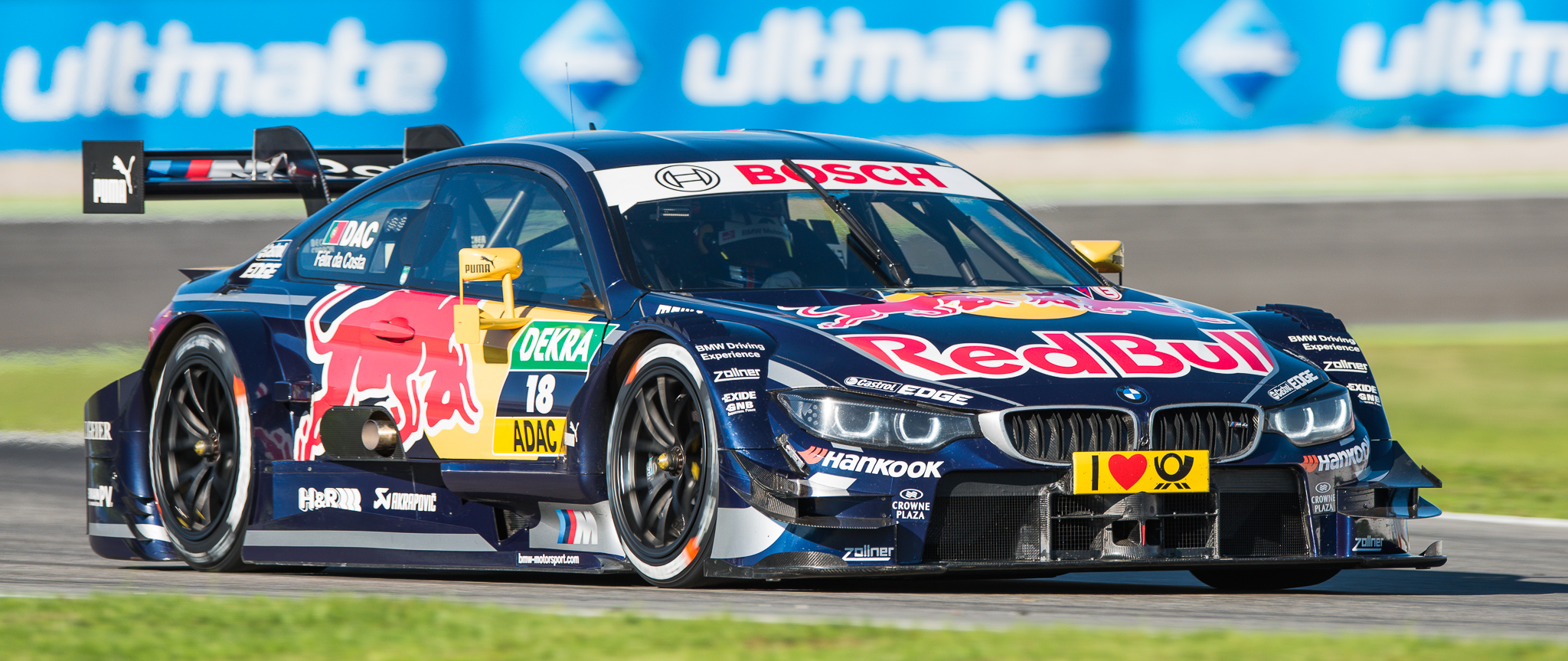
António Félix da Costa en su M4 DTM en el Hockenheimring en 2014

El M4 DTM sustituyó la versión cupé del M3 en el DTM a partir de la temporada 2014 con un naturalmente aspirado P66 que rendía 450 CV (444 HP; 331 kW), siendo Marco Wittmann el ganador de las temporadas 2014 y 2016. Se presentaron los M4 para el inicio de la temporada 2015 en Hockenheim el 2 de mayo. Wittmann, continuaba en el Ice-Watch BMW M4 DTM, representando los colores del fabricante belga de relojes y que también era socio. Como socio oficial, el fabricante de los componentes del chasis estaba visible en las puertas del Ice-Watch.
Tras los continuos cambios en las reglas de aerodinámica y de potencia, hasta 2018 se alcanzaron hasta los 500 CV (493 HP; 368 kW). En 2019, para combinar las reglas con el Super GT Japonés. El M4 cambió de un motor V8 de 4.0 L a un cuatro cilindros en línea 2.0 L P48 Turbo que produce 610 CV (602 HP; 449 kW) con el sistema "Push-To-Pass", hasta los 640 CV (631 HP; 471 kW) con un peso en vacío inferior a la tonelada.
Además del M4 DTM, existía el M4 GT4 de la primera generación. De la segunda, el M4 GT3 es la versión de competición del G82 y sustituto directo del BMW M6 GT3. Fue estrenado a finales de 2021.